# Carnaval de Las Palmas de Gran Canaria
El Carnaval de Las Palmas de Gran Canaria es una de las fiestas más antiguas, con más historia y carácter propio de España, que se celebra en la ciudad del mismo nombre (Las Palmas de Gran Canaria). Más de cinco siglos de vida han hecho de esta fiesta popular la de mayor arraigo y una de las más multitudinarias del municipio capitalino de la isla de Gran Canaria (Canarias), y una de las de mayor relevancia del país y del mundo. En junio de 2011 obtuvo la declaración como Fiesta de Interés Turístico de Canarias y de Interés Turístico Nacional en marzo de 2017. En febrero de 2023 fue declarado Fiesta de Interés Turístico Internacional, siendo la segunda fiesta canaria en lograrlo tras el Carnaval de Santa Cruz de Tenerife, y el quinto carnaval de España tras los de Santa Cruz de Tenerife y Cádiz (ambos en 1980), y los de Águilas (2015) y Badajoz (2022).
En las fiestas se celebra la Gala de Elección de la Reina y la Gala de Elección del Drag Queen del Carnaval. Esta última se inició en 1998 y fue precisamente el carnaval de la capital grancanaria el primero del mundo en incluir dicho espectáculo. También participan activamente de cada uno de los actos que se organizan las murgas, agrupaciones locales que realizan actuaciones ataviados con disfraces en las que cantan a modo de sátira, tanto masculinas como femeninas, y las comparsas, grupos de baile coreografiados al ritmo de una batucada.
El escenario principal del Carnaval se sitúa en el parque de Santa Catalina y es construido desde cero siguiendo la temática de las fiestas, que cambia cada año. La participación masiva de ciudadanos en la Gran Cabalgata, los Mogollones y el Entierro de la Sardina -cierre de la celebración- han contribuido de forma destacada al éxito del Carnaval de esta ciudad.
|  |

## Historia

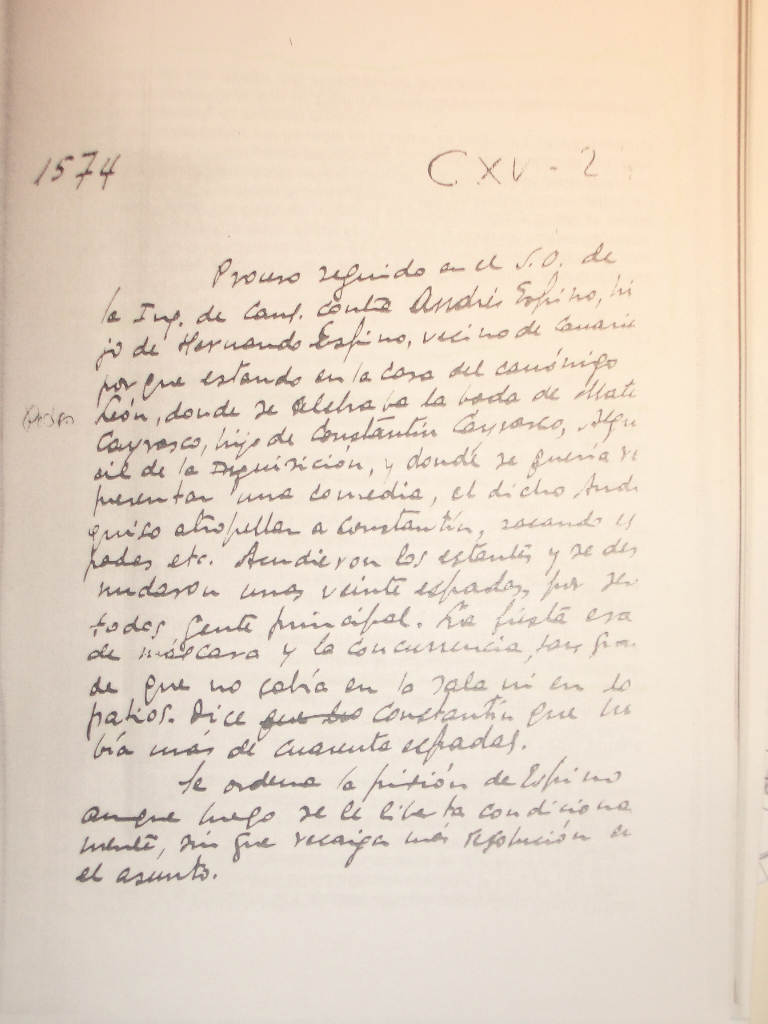
Prólogo inquisitorial de 1574:
1574..................................CXV-2
Proceso seguido en el V.O. de la Ing. de Cans. contra Andrés Espino, hijo de Hernado Espino, vecino de Canarias, por que estando en la casa del canónigo Pedro León, donde se celebraba la boda de Matías Cayrasco, hijo de Constantín Cayrasco, Alguacil de la Inquisición, y donde se quería representar una comedia, el dicho Andrés quiso atropellar a Constantín, sacando espadas, etc. Acudieron los restantes y desnudaron unas veinte espadas, por ser todos gentes principadas. La fiesta era de máscaras y la concurrencia tan grande que no cabía en la sala ni en los patios. Dice Constantín que había más de cuarenta espadas.
Se ordena la prisión de Espino aunque luego se le liberta condicionalmente, sin que recaiga más resolución en el asunto.

### SigloXV-XVIII
Sus antecedentes se remontan casi al inicio de la historia de la ciudad. Al término de la conquista de la Isla de Gran Canaria, a finales del siglo XV, comienza a poblarse no sólo de castellanos sino también de distintas nacionalidades, acogiendo así pobladores de diversa procedencia. En agosto de 1521, un grupo de genoveses residentes en la ciudad, (entonces llamada Real de Las Palmas), fueron decisivos en la estructuración del "Carnaval primero", con tintes claramente italianos. Aparece por estos días lo que podríamos considerar en la actualidad la "comisión de festejos", ordenando corridas de toros, colocación de luminarias y el nombramiento de caballeros para que cuiden de las fiestas. Ya en el siglo XVI, distintos documentos aluden a la presencia de italianos en la ciudad, y a su afición a los bailes de máscaras.
Cabe destacar la figura de Don Bartolomé Cairasco de Figueroa, nacido en una casona de la Alameda capitalina el 8 de octubre de 1538. Su padre fue Don Mateo Cairasco, procedente de Niza, y su madre Doña María de Figueroa, de Gran Canaria, con un enraizamiento italiano que también tendría el padre de los Salvago, que era genovés. Ambos realizaban bailes de disfraces, y con estas celebraciones se le otorga edad y máscara patriarcal a un carnaval más que centenario.
Documentos históricos acreditan esta realidad: Néstor Álamo, Cronista Oficial de la ciudad y de la isla, relata en sus crónicas conservadas en el Museo Canario el 5 de agosto de 1574 las reyertas en un "sarao o farsa de gentes disfrazadas" por disputas familiares que dieron a fin un prólogo inquisitorial, hablando de baile de máscaras y disfraces celebrado en la casa del canónigo Pedro León, con motivo del matrimonio de Matías Cairasco. <<Prólogo inquisitorial reproducido a la derecha del texto>>
En la Historia de las Islas Canarias de José de Viera y Clavijo, al relatar la entrada del capitán general, Íñigo de Brizuela en la isla, en febrero de 1635, señala: sirviósele aquella noche una gran cena, y tres banquetes los días de las carnestolendas…
El 2 de mayo de 1777 se publicó por Bando en esta ciudad una Real Cédula de S.M. y Señores del Consejo en representación del Obispo de Placencia en el que se prohibía todo tipo de celebraciones de esta índole. Aunque ya existían ciertas prohibiciones como las del Obispo Valentín Moran en 1751, por las que no podía celebrarse las procesiones de noche, entre otras, y las del Corregidor Don Martín de Roxas y Teruel dictadas desde su visita a la Isla en el año 1757.

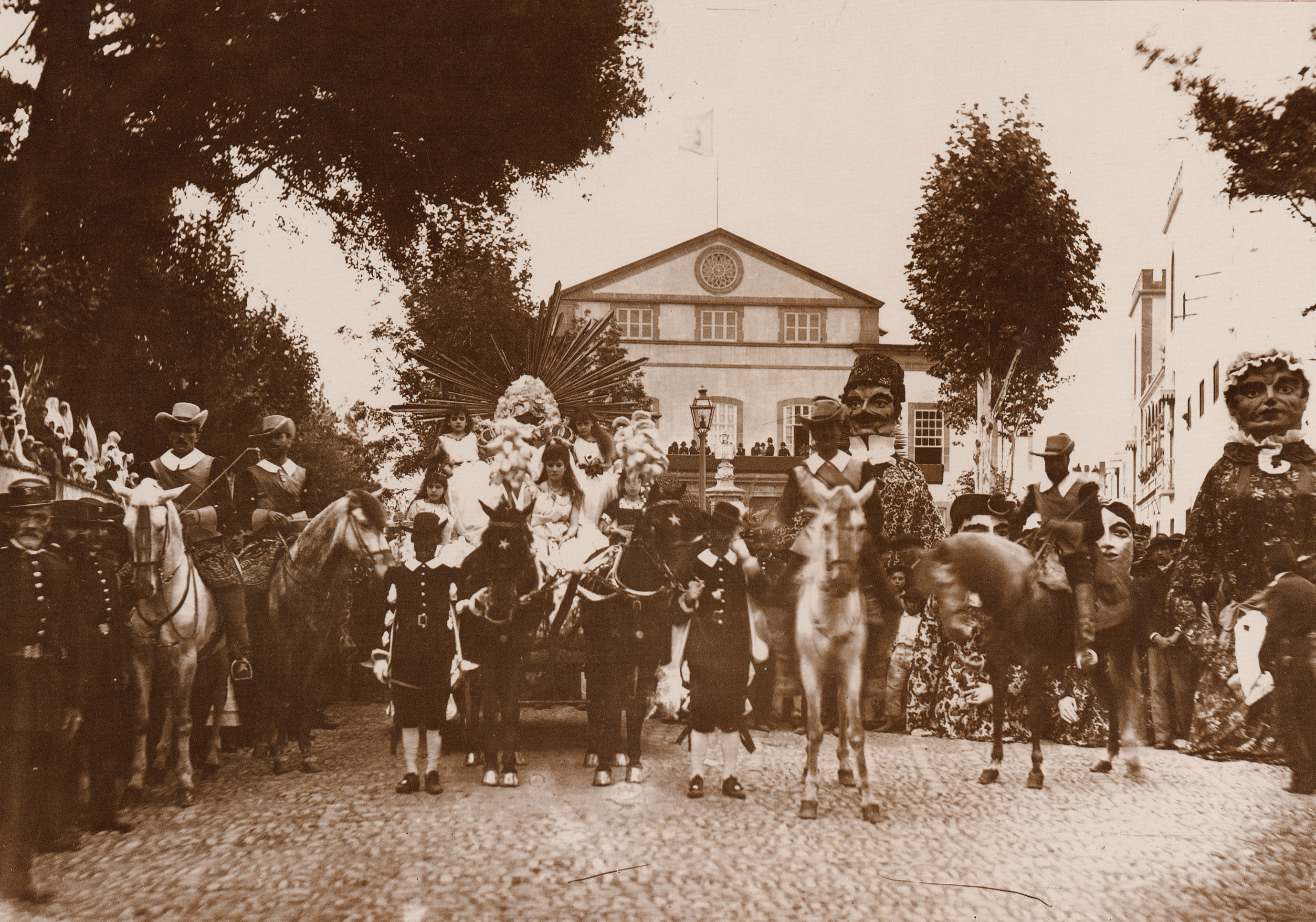
Cabalgata del Círculo Mercantil en 1891, entre la Alameda de Colón y la plaza de Cairasco

### sigloXIX
El carnaval de antaño abarcaba desde la plaza de La Feria hasta el final del paseo de San José, con su ombligo en el Gabinete Literario, la Alameda de Colón y su eje principal en la calle Mayor de Triana.
El Carnaval se manifestaría en lo sucesivo en un entorno familiar y vecinal, con celebraciones de disfraces y máscaras en los salones más adinerados y sábanas de los barrios más humildes. Ya comenzaban a realizarse los primeros desfiles, paseos con música y quema de cohetes. Aunque la fiesta debía parar a medianoche, por limitaciones de la Inquisición justificada en motivos religiosos.

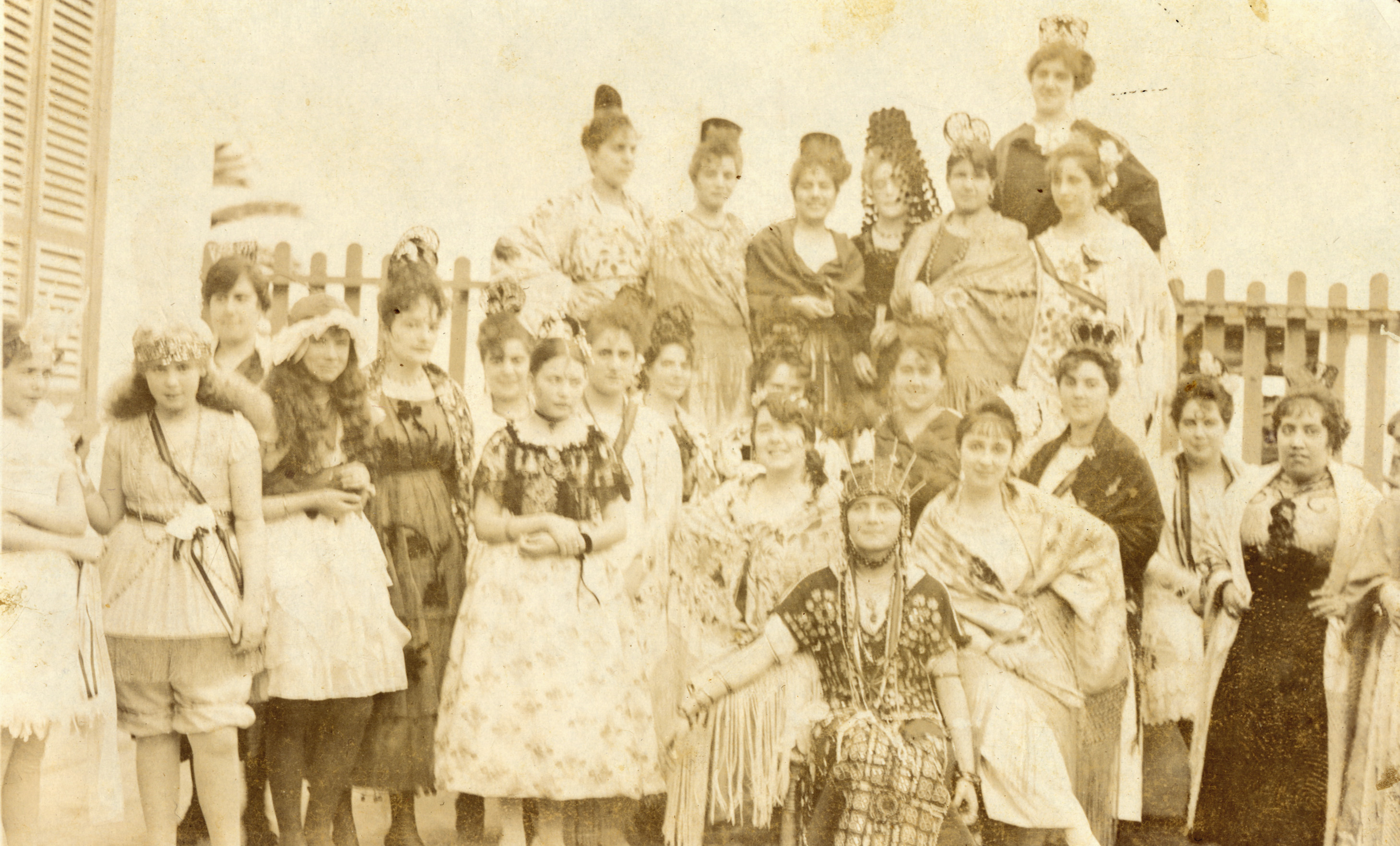
Martes de Carnaval de 1918 en Las Palmas de Gran Canaria

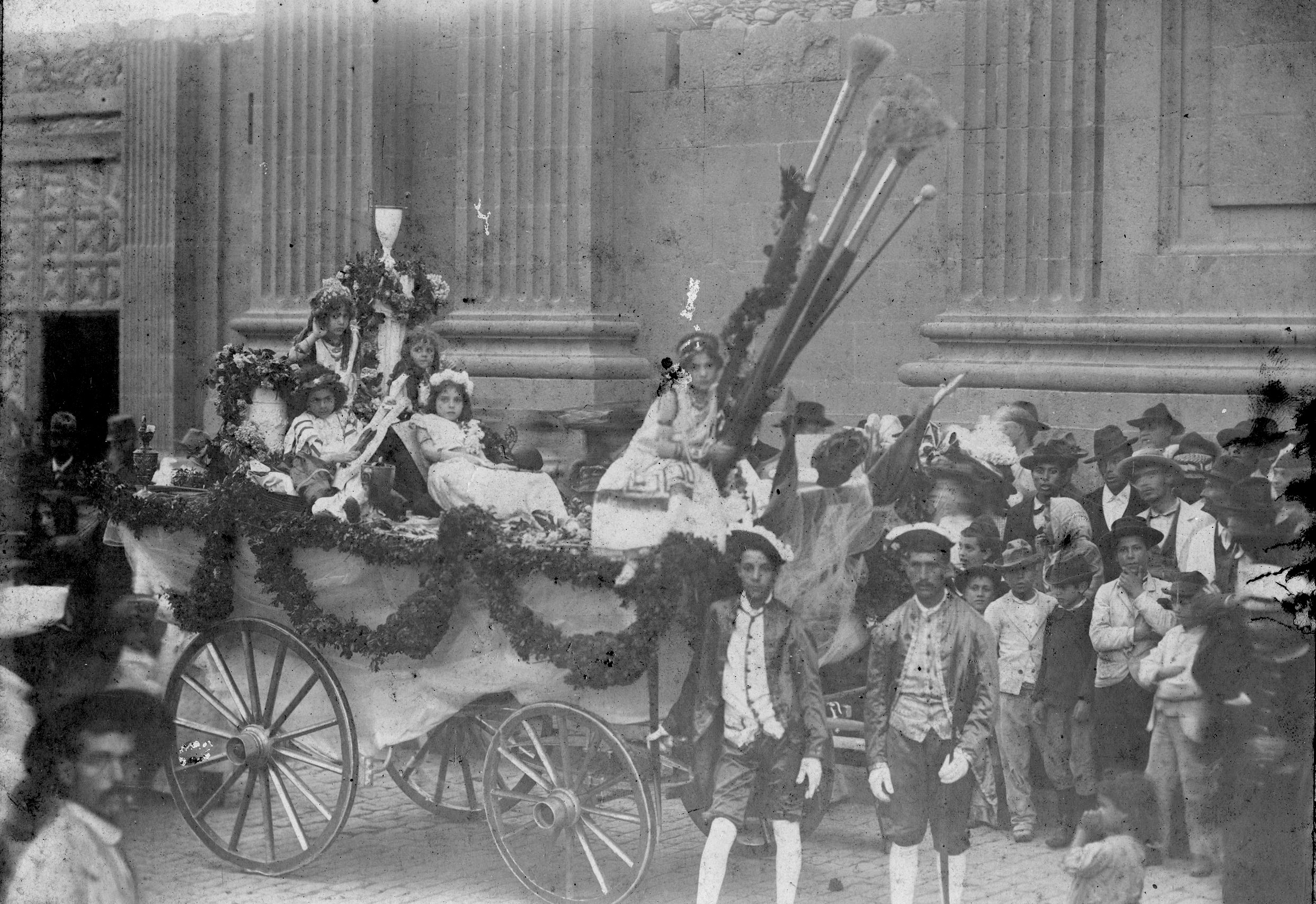
Desfile de Carnaval de 1900-1910, en el barrio de Vegueta

A mediados del siglo XIX la fiesta da un giro con la aparición de instituciones socio-culturales (las llamadas sociedades) con capacidad para convocar fiestas con motivos diversos, en consonancia con las primeras cabalgatas de carrozas y carros alegóricos seguidos de las marcaritas. Es la época de las sociedades, el <<Círculo Mercantíl>>, el <<Gabinete Literario>>, el <<Club Las Palmas>>, la <<Unión Musical>>, el <<Casino de Instrucción y Recreo>> o el<<Círculo de la Amistad>> todos en torno al casco histórico de la ciudad (Triana - Vegueta), en donde al igual se encuentra el Teatro Pérez Galdós en el que se realizaron numerosas escenas de bailes y escenas carnavaleras.

### sigloXX
Las Fiestas de Invierno:
Ya en el siglo XX la aparición de instituciones como el Club Náutico o el Club Victoria amplían el mapa carnavalero hacia el norte, a la zona de los muelles de la ciudad y al bario de La Isleta después de la dictadura. La represión estatal durante la Dictadura Franquista, al igual que en el resto de España, prohibió esta celebración e impidió el desarrollo del Carnaval que se enmascaró bajo la denominación de "Fiestas de invierno". Algunos vecinos lo mantuvieron vivo en la clandestinidad, en convocatorias que casi siempre albergaban los clubes sociales y deportivos más señalados. Convocaban bailes y fiestas frecuentadas por los vecinos que ocultaban sus disfraces bajo sábanas hasta llegar al local.
1976 - Carnaval moderno:
Tras el fin del Régimen Franquista a partir de 1976 se recuperó entonces la fiesta en la calle, conociéndose como el actual carnaval moderno y cobrando su dimensión actual. Meses después de la muerte de Franco, desde el barrio de La Isleta, de la mano de Manolo García uno de sus vecinos, llamaba al gobernador civil de la provincia y lograba la autorización para que el carnaval volviera a las calles de la ciudad y se pudo celebrar una cabalgata de disfraces, después de 40 años de prohibición. Los vecinos de La Isleta constituyeron el primer Patronato del Carnaval y cogieron las riendas de la organización en estos primeros años. 
Década de los 80:
En la década de los 80 la organización del carnaval se especializó y profesinalizó, exigiéndo un presupuesto mayor, más actividades y una ordenación municipal. Todo ello sembró la semilla para que se produjera el acuerdo entre el Patronato del Carnaval y el Ayuntamiento. En este proceso jugó un papel fundamental la figura del alcalde, Juan Rodríguez Doreste, que impulsó la realización de un acto emblemático al inicio de las fiestas y la creación de una Comisión Mixta para la organización de las carnestolendas.
Así en 1982-1983 marca un antes y un después en el comienzo de las fiestas, dando un el pistoletazo de salida con el "Pregón" a cargo de un personaje público, al principio en las Casas Consistoriales pasando por distintos lugares y actualmente sobre el enorme escenario de la plaza de Santa Catalina, engalanado con la ambientación característica (alegoría) a ese año y seguido de la tradicional "Verbena de las Sábanas". 
En 1986 se crea la comisión mixta llamada "Fundación del Carnaval de Las Palmas" en la que estaban representados el ayuntamiento, los grupos políticos, las asociaciones de vecinos, los grupos de carnaval y otros colectivos sociales. En esos años se organizó una todavía hoy recordada fiesta veneciana en Vegueta. También comienza a popularizarse el nuevo himno oficial para los festejos "Invitación al Carnaval".
Década de los 90:
La década de los 90 comenzó con cambios en la estructura y organización de las fiestas y se crea la Sociedad Anónima "Fiestas del Carnaval de Las Palmas". 
En sus inicios, tanto las galas como actuaciones tenían lugar en el Teatro Pérez Galdós y en la Plaza de Santa Ana. Con el paso del tiempo, algunas de las actuaciones cambiaron de localización y se trasladaron al estadio Insular, hasta que en 1995 todos los actos pasan a realizarse sobre el nuevo enclave del Carnaval en el Parque Santa Catalina, que se consolida como centro neurálgico de las carnestolendas.
El año 1998 marcó la historia reciente del carnaval de Las Palmas de Gran Canaria, con la celebración de la primera Gala Drag Queen que desbordó todas las expectativas y se ha consolidado como un referente y una carta de presentación de las fiestas en el ámbito nacional e internacional.

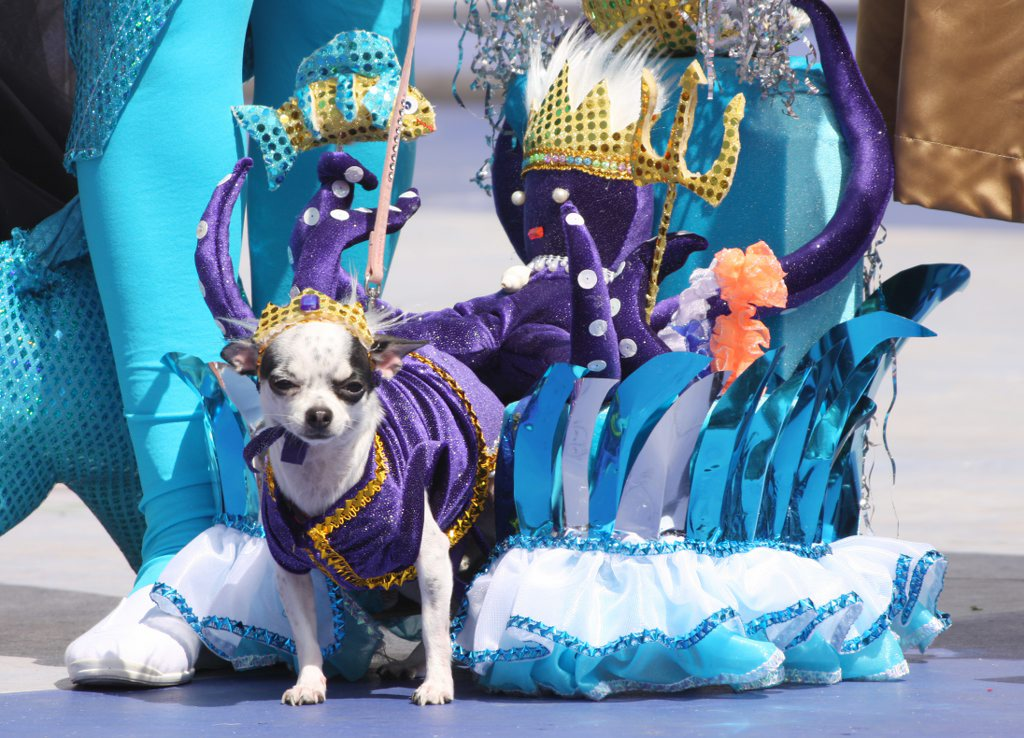
Cloe, Carnaval Canino 2011, el concurso más novato de las fiestas

### sigloXXI
En estos más de treinta años transcurrido de Carnaval moderno, ha pasado a ser la fiesta de mayor impacto social y económico de la isla de Gran Canaria y haciéndose muy notable entre sus principales atractivos turísticos, sabiendo adaptarse a las nuevas demandas de ocio, diversión y espectáculo de una sociedad mediática.
En 2001 se constituye la Sociedad de "Promoción de la Ciudad de Las Palmas de Gran Canaria S.A.", que se hace cargo de la organización y gestión de las fiestas, entre ellas la del Carnaval.
Hoy, el Carnaval de la capital grancanaria se ha hecho con una historia característica entrañable de muchos personajes populares, como Juanito El Pionero o el Charlot de Las Palmas (mascarita de Charlie Chaplin). Y otros quizás no tan populares en el tiempo como las más de 300 mujeres se han presentado como candidatas a Reina del Carnaval, sus más de 250 aspirantes a Gran Dama y más de 700 inscritas para la Reina Infantil. Y en el aspecto económico mucho ha cambiado el presupuesto a través de los años en 1983 el presupuesto para el Carnaval era de 210.354 euros, mientras que en 2006 ascendió a 1.800.000 euros.
Con el tiempo el carnaval de Las Palmas de Gran Canaria ha conseguido ser capaz de reinventarse a sí mismo según los tiempos, las modas y los gustos con la incorporación de nuevos actos y eventos. 

#### Fiesta de Interés Turístico de Canarias

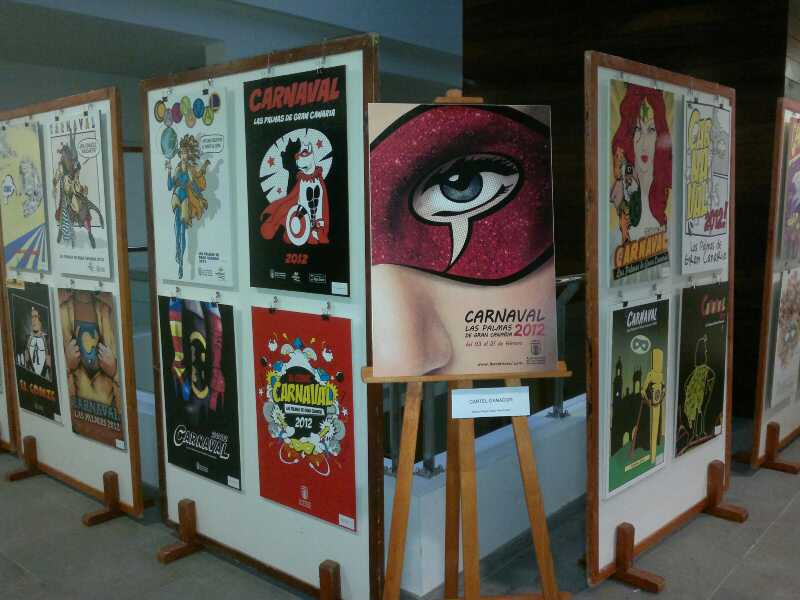
Exposición de los carteles que se presentaron para la selección del cartel oficial en el Carnaval 2012. El ganador al frente

En junio de 2011 la Viceconsejería de Turismo del Gobierno de Canarias concedió la declaración como Fiesta de Interés Turístico de Canarias al Carnaval de Las Palmas de Gran Canaria, permitiendo la consolidación de esta fiesta como uno de los pilares de la promoción y atracción del turismo en la capital y reconociendo tanto su historia como su impacto económico y social.
Su declaración ha sido el resultado de la solicitud por parte del Ayuntamiento de Las Palmas de Gran Canaria a la Viceconsejería de Turismo del Gobierno de Canarias en mayo de 2011, de acuerdo con lo establecido en el artículo 4 del Decreto 18/2008 de 11 de febrero, por el que se crea y regula la declaración de Fiesta de Interés Turístico de Canarias.
Supone el primer paso para obtener la declaración de Fiesta de Interés Turístico Nacional

#### Fiesta de Interés Turístico Nacional
El 31 de marzo de 2017, el Ministerio de Energía, Turismo y Agenda Digital, a través de la Secretaría de Estado de Turismo, ha declarado Fiesta de Interés Turístico Nacional al Carnaval de Las Palmas de Gran Canaria, según publica este viernes el Boletín Oficial del Estado (BOE).
La declaración del Carnaval como Fiesta de Interés Turístico Nacional lo posicionará como uno de los referentes más importantes de cara a la promoción exterior de Las Palmas de Gran Canaria, reconoce su historia y pone en valor el impacto económico y social que genera en la capital.

#### Fiesta de Interés Turístico Internacional
El 16 de febrero de 2023 el Carnaval de Las Palmas de Gran Canaria fue declarado Fiesta de Interés Turístico Internacional por la Secretaría de Estado de Turismo, siendo el segundo carnaval y la segunda fiesta canaria en lograrlo tras el Carnaval de Santa Cruz de Tenerife. Así mismo, se convirtió en el quinto carnaval de España en ostentar esta distinción tras el citado de Santa Cruz de Tenerife (1980), Cádiz (1980), Águilas (2015), y Badajoz (2022).

### Himno y Cartel
Invitación al carnaval es el nombre que recibe el Himno del Carnaval de la ciudad de Las Palmas de Gran Canaria aunque en sus inicios se tituló "Ponte tu mejor disfraz". Su compositor es el escritor, guionista y compositor Sindo Saavedra que también fue asesor cultural del Ayuntamiento de Las Palmas de Gran Canaria, siendo esta canción uno de sus trabajos más representativos. En 1987 se lanza el disco “Invitación al carnaval”, grabado por la Parranda Cuasquías, donde se incluye "Ponte tu mejor disfraz". Sindo Saavedra fue el impulsor de la Parranda Cuasquías quien elaboró y popularizó la primera versión en los años 80 aunque antes fue interpretada por la banda municipal y por los Mata Rile Ron. El himno fue un encargo de Juan Rodríguez Doreste, alcalde en ese momento.
Muchos artistas han versionado este tema, como la versión realizada en el año 2000 estrenada durante la Gala de la Reina haciendo un emotivo homenaje a Santiago García (Charlot) siendo sus intérpretes Natalya Palacios, Gerson Galván y Ángeles Pérez. Otras de las versiones fue la realizada por el grupo argentino La Mosca Tsé-Tsé en el año 2007 con una batucada que suena durante todo el tema.
Para cada edición se selecciona el Cartel del Carnaval que representará, promoverá, promocionará y anunciará las carnestolendas del año. Múltiples han sido las formas para seleccionarlo, durante unos años se designaba a un artista para su elaboración, pero en los últimos años se elige dentro de un concurso abierto, exponiéndose al público los seleccionados para su visionado. Posteriormente entre estos se elige el ganador y se presenta oficialmente.

## Galas

### Pregón
El pregón del Carnaval de Las Palmas de Gran Canaria es la gala de apertura de las fiestas. En la línea del actual Carnaval, una persona o agrupación con reconocida popularidad habiendo destacado por su trayectoria artística, profesional o de dedicación hacia la ciudad o las islas tienen la responsabilidad de realizar la apertura de este con una declaración festiva. El o los pregoneros son designados por la sociedad que dirige el Carnaval (Sociedad de Promoción de Las Palmas de Gran Canaria), siendo un homenaje o distinción para él o los que lo realicen. A la finalización de la gala le sigue la tradicional "Verbena de las Sábanas" o "La Noche de la Sábana".
En el año 1480 y con la Real Cédula en la que se ordenaba a Pedro de Vera la formación del primer ayuntamiento, se nombraba pregonero al "trompeta" Juan Francés, siendo este el primer pregonero de Las Palmas en lo que a oficio se refiere. Por medio del tiempo y los medios de comunicación el cargo ha sido desplazado, considerándose en la actualidad como un encargo de honor. Evolucionando así los pregones de una simple promulgación o publicación que se hacía en voz alta en los sitios públicos pasó a ser una manera de oratoria literaria, como objeto de exaltación de las fiestas.
Desde 1976 y con la disminución de las prohibiciones gubernamentales comienza a perfilarse un deseo de carnaval pregonado. Pero no es sino hasta 1982 siendo su séptima edición en que se encuentra un vocero personalizado, siendo el primer pregón, por el alcalde del momento Juan Rodríguez Doreste en el que con una exaltación literaria "a manera de pregón" en el folleto de las fiestas abre el pórtico del programa y comienza con esta copla por el estilo, parodiando la que se refiere a Nochebuena.

El Carnaval se nos viene,
el Carnaval se nos va,
el que se viste de máscara
contento se quedará.
 ...
Juan Rodríguez Doreste, Alcalde de Las Palmas de Gran Canaria, 1982.

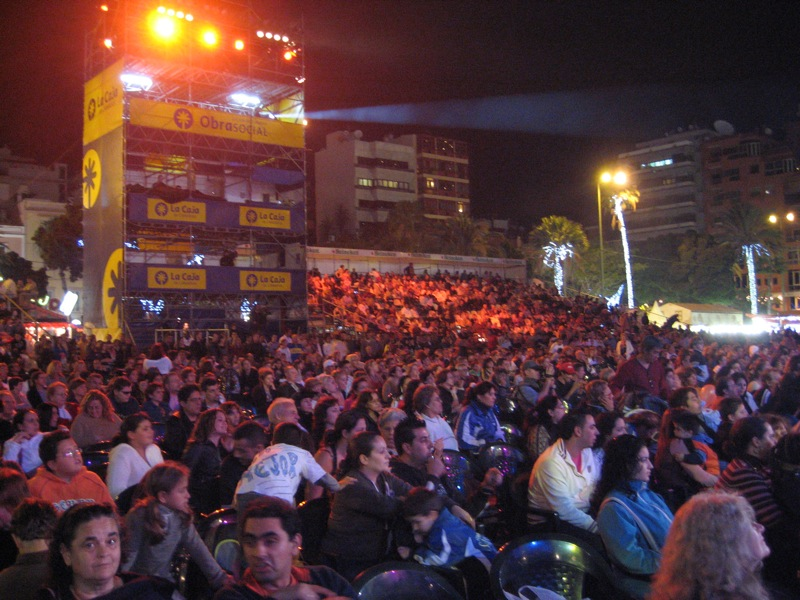
Parte de la zona de gradas y butacas frente al escenario del carnaval de 2007 en el parque Santa Catalina

Pero es en la tarde del sábado 12 de febrero de 1983 cuando desde el balcón central de las Casas Consistoriales, en la plaza Mayor de Santa Ana, el Cronista de la ciudad, Luis García de Vegueta pronunciaba el pregón a viva voz. Y es así que continuó el comienzo de los carnavales de años venideros, realizados entre otros por Manuel García Sánchez junto con Juan Rodríguez Doreste en 1984, Antonio de Senillosa, Luis Eduardo Aute y Joaquín Sabina quienes bajo el nombre de <<el Niño de Los Muermos>> y <<el Niño de los Ripios>> recitaron a dúo una invitación rimada en 1987, Tomás Pérez en el año 1995 junto con el que participaron representantes de todas las murgas, Manolo Vieira en 1997, Mestisay que abrió el carnaval ofreciendo un pregón cantado, Los Sabandeños acompañados por el humorista Juan Luis Calero o Los Nietos de Kika que tuvieron como madrina a La Terremoto de Alcorcón.
Durante más de una década los pregones se realizaron desde el balcón central de las Casas Consistoriales en la plaza Mayor de Santa Ana, frente a la Catedral de Canarias, hasta que en 1996 se traslada al que es actualmente el centro neurálgico del carnaval de la ciudad, el parque Santa Catalina.
Mencionar que en 2012 el pregón se lanzó por primera vez a través del portal audiovisual de Youtube (Ver pregón).
Últimas ediciones desde 2007
| Edición | Año  | Ambientación                                     | Pregonero                                       | Inicio           | Fin           |
| ------- | ---- | ------------------------------------------------ | ----------------------------------------------- | ---------------- | ------------- |
| 32.º    | 2007 | La Belle Époque                                  | Los Nietos de Kika                              | 2 de febrero     | 24 de febrero |
| 33.º    | 2008 | El Olimpo                                        | Mary Sánchez                                    | 18 de enero      | 9 de febrero  |
| 34.º    | 2009 | Los Piratas                                      | Aarón S., Enhamed M. y Onán B.                  | 6 de febrero     | 28 de febrero |
| 35.º    | 2010 | La Televisión                                    | Francisco Montesdeoca                           | 26 de enero      | 20 de febrero |
| 36.º    | 2011 | Mar y las Culturas                               | Juan Cruz                                       | 15 de febrero    | 12 de marzo   |
| 37.º    | 2012 | El cómic                                         | Banda municipal de música (Emitido por Youtube) | 3 de febrero     | 21 de febrero |
| 38.º    | 2013 | Gran Baile de Máscaras                           | Audiovisual                                     | 1 de febrero     | 17 de febrero |
| 39.º    | 2014 | El Mundo de la Fantasía                          | Charyna Vega (Murguera y carnavalera)           | 15/16 de febrero | 8 de marzo    |
| 40.º    | 2015 | Las Mil y Una Noches                             | Tito Rosales                                    | 31 de enero      | 21 de febrero |
| 41.º    | 2016 | Los locos años 20. Del charlestón al Gran Gatsby | Efecto Pasillo                                  | 29 de enero      | 21 de febrero |
| 42.º    | 2017 | La eterna primavera                              | Rosana                                          | 10 de febrero    | 5 marzo       |
| 43.º    | 2018 | Magia y criaturas fantásticas                    | Kike Pérez                                      | 26 de enero      | 18 de febrero |
| 44.º    | 2019 | Una noche en Río                                 | Manolo Vieira                                   | 15 de febrero    | 10 de marzo   |
| 45.º    | 2020 | Érase una vez el Carnaval                        | Roberto Herrera                                 | 7 de febrero     | 1 de marzo    |
| 46.º    | 2022 | La Tierra                                        | La Trova                                        | 25 de febrero    | 20 de marzo   |

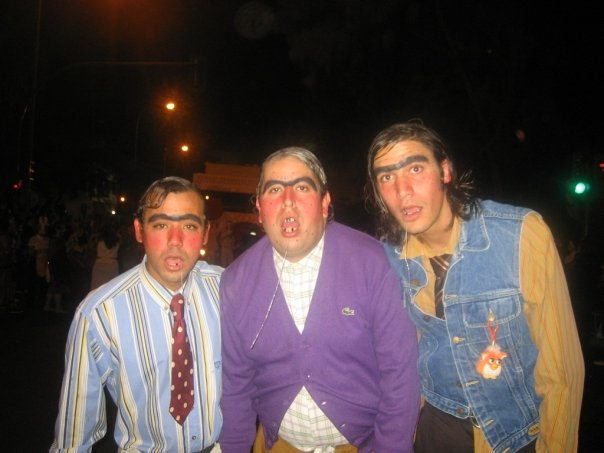
Personas disfrazadas

Véase el listado de ediciones y pregoneros desde 1976.
Dirección artística
- En 1986 y 1988 se hace cargo de la dirección Ramón Sánchez Prat.
- En 1992 fue Alberto Trujillo, en 1993 Eduardo Bazo y en 1994 Paola Dominguín Bosé.
- En 1995 y 1996 se hizo cargo Francis Suárez.
- Desde 1997 hasta 2004 ambos inclusive, corrió a cargo de Anatol Yanowsky.
- Desde el año 2005 la dirección artística del carnaval está a cargo de Israel Reyes.

Escenografía
- Resaltar el trabajo de Alberto Trujillo (Gran Canaria), que es uno de los interioristas y escenógrafos más valorados de las Islas. Alberto Trujillo ha sido el escenógrafo del Carnaval de Las Palmas de Gran Canaria desde 1995 hasta el 2007. Desde 2008 hasta 2011 Víctor Medina y Hamid Blell fueron los encargados de llevarnos al mundo del Olimpo, los Piratas, La Televisión y el Mar y las Culturas y en el año 2012 Alberto Trujillo ha vuelto para llevarnos al mundo de cómic y en 2013 al Gran Baile de Máscaras.[16]

### Gala de la Reina

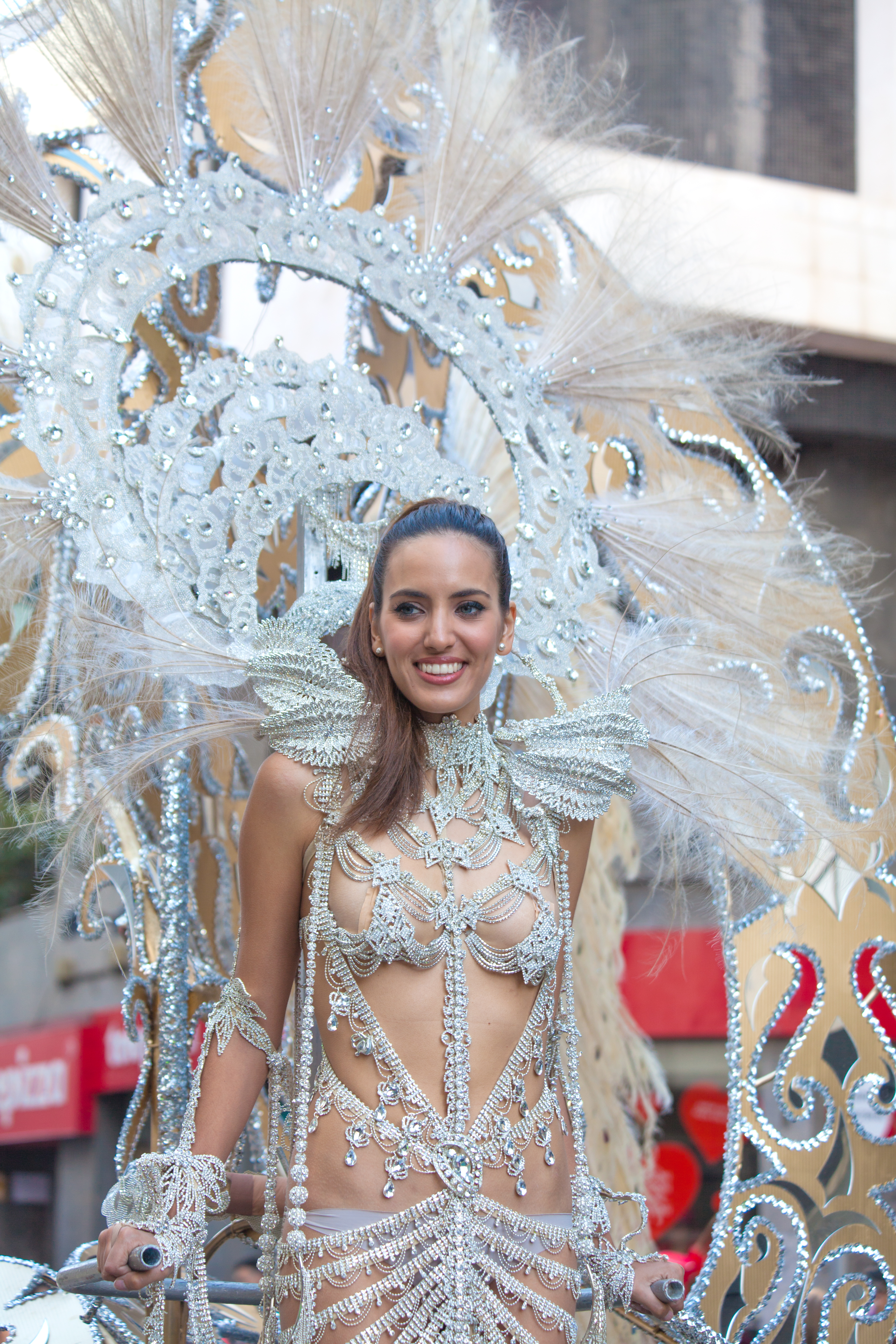
Reina del Carnaval en 2015

La Gala de Elección de la Reina es una de las celebraciones con más ediciones en el Carnaval, donde se elige a la mujer que ostentará el título de Reina del Carnaval de Las Palmas de Gran Canaria, siendo representante de este hasta la edición del año próximo. Sus vistosos y complejos trajes se lucen y entremezclan junto a un espectáculo visual, integrado por murgas, afilarmónicas y comparsas, grupos por excelencia del carnaval. Todo realizado sobre el escenario del carnaval donde hasta 4.000 personas pueden disfrutar en directo del espectáculo con la nueva ubicación en diagonal en 2008, en el parque de Santa Catalina sin contar los que la ven a través del televisor.
Primera Reina del Carnaval
El mes de febrero de 1976, con la llegada de la democracia, la ciudad pudo celebrar su primer Carnaval oficial. El temor por la represión seguía estando y las mascaritas miraban de reojo y desconfiadas por miedo a ser detenidas por la policía. Manolo García y la asociación de vecinos del barrio de La Isleta se pusieron manos a la obra para devolver el Carnaval a las calles de la ciudad. Se organizó un Gala de la Reina en los exteriores del Castillo de la Luz donde se habilitó una tarima y numerosas sillas definiendo un aforo que se quedó pequeño. El jurado fue elegido al azar por el propio Manolo García y el acto fue presentado por Mario Henríquez, uno de los precursores de la comparsa Los Caribe. Al concurso se presentaron cinco canditas resultando elegida la joven Rosa Delia González Santana que fue premiada con un cetro y un ramo de flores. Entre los asistentes a la gala no faltaban personajes que luego se convertirían en verdaderos protagonistas de las fiestas, como el Charlot del Carnaval, el exdirector de Los Nietos de Kika, Tomás Pérez, Ginés Betancort o Mario Henríquez.
Últimas 3 ediciones de la Gala de la Reina
| Edición | Año  | Presentador/es                                  | Reina / Fantasía                                                       | 1.ªDama / Fantasía                                         | 2.ªDama / Fantasía                                             | 3.ªDama / Fantasía                                                  | 4.ªDama / Fantasía                                                         |
| ------- | ---- | ----------------------------------------------- | ---------------------------------------------------------------------- | ---------------------------------------------------------- | -------------------------------------------------------------- | ------------------------------------------------------------------- | -------------------------------------------------------------------------- |
| 38.º    | 2014 | Eloísa González y Carlos Castilla               | Cindy Klein / "¡El cielo es el límite!" / Fernando Méndez              | Karima Díaz / " Por siempre jamás" / Willie Díaz           | Jennifer Quintana / " Mágica esencia" / Manuel Encinoso        | Estefanía Pérez / " El Mundo del Silencio" / Isaac Martínez Vicente | Carlota Ramos / "A diez mil años luz" / Grupo Mueve                        |
| 39.º    | 2015 | Vidina Espino , Carlos Castilla y Lili Quintana | Aranzazu Estévez / "¡ La princesa de las mil rosas!" / Fernando Méndez | Suna Emboirik / " las puertas de la India" / Grisela Gómez | Yanira Falcón / " Ónix" / Julio Vicente Artiles                | Yaiza Artiles / " La Foule" / Willie Díaz                           | Lola Rodríguez / "La vida es bella" / Isaac Martínez Vicente               |
| 40.º    | 2016 | Antonia San Juan                                | Paula Miranda / "El lazo que nos une" / Manuel Encinoso                | Virginia Álamo / "No lo olvides nunca" / Nauzet Afonso     | Olivia alonso / "Desde Las Palmas, con amor" / Fernando Méndez | Mónica Monzón / "Tiempos de Gloria" / Willie Díaz                   | Lorea González / "Un nuevo amanecer" / Cristina Robledano y Pedro Quintero |

Otras modalidades de Reina de Carnaval
Otras de las modalidades son la infantil y la de la tercera edad, llamándose los títulos de éstas, Trono Infantil (listado premiadas) y Gran Dama (listado premiadas) respectivamente. 
|}
Véase el listado de Galas de la Reina desde 1977.

### Gala Drag Queen
Esta gala de elección de Drag Queen iniciada en 1998 se ha consagrado como una de las aportaciones más originales al carnaval de Las Palmas de Gran Canaria, siendo posteriormente incluida en algunos otros carnavales canarios y del resto de España. 
En 2010 esta celebración cumplió su decimotercera edición. 
Es un espectáculo musical en el que el acontecimiento principal es un concurso de Drag Queens, amenizado con otras actuaciones de cantantes y números de baile. Los Drag Queen sintetizan el carnaval en tres minutos de actuación sobre el escenario del parque Santa Catalina. Días antes de la Gala se celebra una preselección en la que se selecciónarán los mejores candidatos para actuar en la Gala, por esta preselcción no tendrán que pasar los dos finalistas de las preselecciones hechas en Madrid y Tenerife. Por lo que a la gala asistirán los preseleccionados más 2 finalistas, es decir 17.
En las bases no existe ninguna limitación de género u orientación sexual, pueden presentarse candidatos de todo el territorio nacional. Importante señalar algunas de las preselecciones se hacen en Madrid o Tenerife, así como en la Gran Gala Drag Queen del Carnaval de Vinaroz cuya primera edición fue en 2008, da como primer premio la participación, viaje y estancia representando al Carnaval de Vinaroz, en la preselección de la Gala de Drag Queen de Las Palmas de Gran Canaria, además de un premio económico.
En esta celebración han participados artistas como Dana Internacional, Gloria Gaynor, Sister Sledge, Alaska, Viola Wilson, Village People, Holly Valance, Mónica Naranjo, Boney M, Baccara y Bonnie Tyler, Gloria Trevi, entre otros.
Últimas 3 ediciones
| Edición | Año  | Presentador/es                                           | Drag Queen / Fantasía                                                                                       | 1.er Finalista / Fantasía                                                   | 2.º Finalista / Fantasía                                       |
| ------- | ---- | -------------------------------------------------------- | --- | --------------------------------------------------------------------------- | -------------------------------------------------------------- |
| 23.º    | 2020 | Santi Millán, Roberto Herrera y Pilar Rumeu              | Drag Sethlas (Borja Casillas) / "Si la tentación es hermosa imagínate el pecado"                            | Drag Vulcano / "¡Dios salve a la Reina!"                                    | Drag Vánderbilt / "Basado en mis hechos reales"                |
| 24.º    | 2022 | Supremme Deluxe, Roberto Herrera y Fátima Plata          | Drag Vulcano (Isidro Javier Pérez Mateo) / "¡Por fin, cariño!"                                              | Drag Shíky / "Otro talent show de esos... ¡Chacha!, ¡Qué canto en directo!" | Drag Ármek / "¿Es cosa mía o el mundo cada vez está más loco?" |
| 25.º    | 2023 | Lorena Castell, Roberto Herrera, Sharonne y Kiko Barroso | Drag Shíky (David Batista) / "La pesada de la voz en directo este año no canta sola, viene bien acompañada" | Drag Équinox / "No crezcas, es una trampa"                                  | Drag Ácrux / "Todo por la corona"                              |

Véase el listado de ganadores desde su primera edición en 1998.

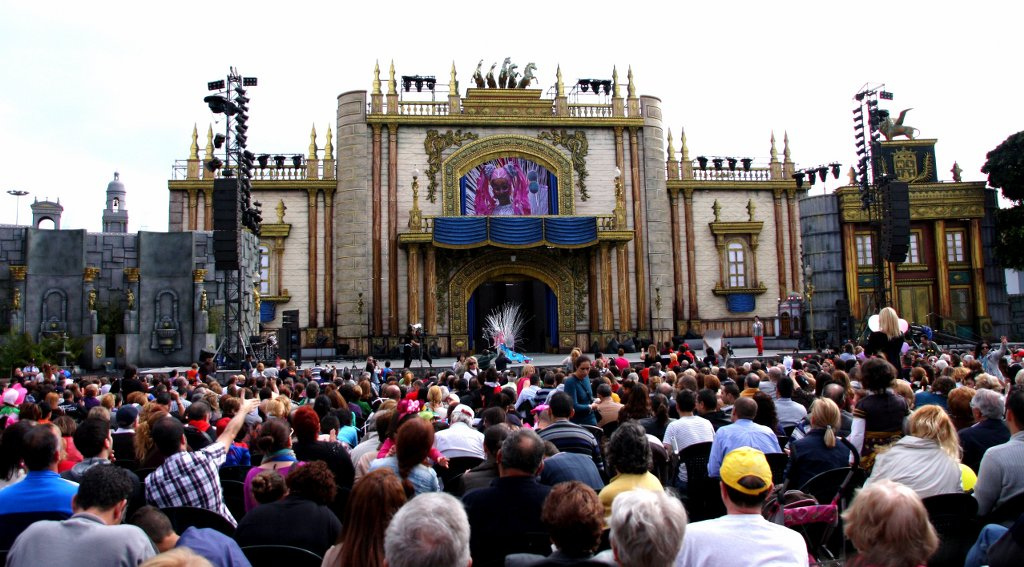
Carnaval de Día en el parque de Santa Catalina, 2013

### Otras Galas
- Gran Gala del Carnaval.
- Gala de la Gran Dama.
- Gala del Trono Infantil.
- Gala de la Integración:

En 2009 se celebra la I Gala por la Integración y la Autonomía de las personas con discapacidad cuyo objetivo es ofrecer al colectivo de personas con discapacidad la oportunidad de expresar su sentimiento carnavalero. En la Gala participan carnavaleros procedentes de centros de toda la isla de Gran Canaria. En 2011 participaron más de 650 personas con algún tipo de discapacidad llenando el escenario del Mar y las Culturas tras meses de ensayos. 
El acto es organizado por la Coordinadora Provincial de Centros Ocupacionales (COMPSI) en colaboración con la concejalía de Carnaval y la Sociedad de Promoción de Las Palmas de Gran Canaria. Su origen reside en las galas que celebra esta misma Coordinadora en Gáldar y en 2009 cumplían su novena edición.

## Concursos

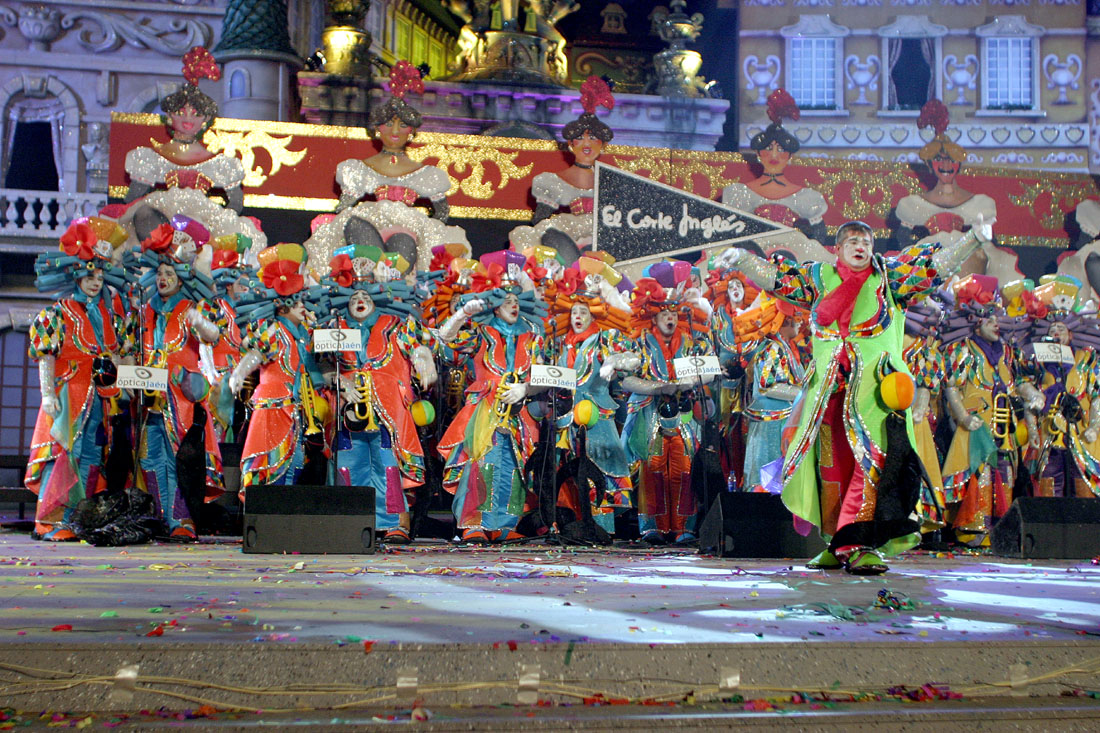
Murga Los Chancletas en la Final del Concurso de Murgas Adultas de 2007

### Murgas
En 1976 tras estabilizarse y consagrarse el carnaval en la recién estrenada democracia, tras los casi 40 años de dictadura del Régimen Franquista se organiza el primer concurso de murgas de la ciudad de Las Palmas de Gran Canaria en los jardines del Castillo de la Luz en el barrio capitalino de La Isleta. Este concurso, antes denominado Concurso Insular, fue organizado por Manolo García, entonces presidente de la Comisión de fiestas del barrio. Ese mismo año se inician los trámites para crear el "Patronato del Carnaval" al que se integraron miembros de dicha asociación.
Existen dos tipos de modalidades de murgas, éstas son las murgas adultas, que se componen de agrupaciones de 35 a 70 personas mayores de 16 años y las murgas infantiles compuestas por grupos de niños menores de 16.
El concurso consta de dos tipos de premios principales, el primero que lleva otorgándose desde su comienzo es el de mejor Interpretación y el segundo el de mejor Vestuario (disfraz) haciéndose entrega a partir de 1981.
Durante muchos años las fases y finales del concurso se realizaron en el estadio Insular, pero en 1998 ambas fueron trasladadas al Parque Santa Catalina, donde se siguen celebrando hasta el momento.
En este concurso no sólo actúan murgas de la ciudad sino también del resto de la isla de Gran Canaria.
Tres directores han destacado sobre manera en este concurso, ya que han logrado ganar la mitad de ediciones del concurso. En concreto: Javier Santana (Los Serenquenquenes), Tito Rosales (Los Chancletas) y Michel Montelongo (Los Serenquenquenes primero, y Los Melindrosos más tarde). En total, han vencido en 21 de las 42 ediciones celebradas.
En cuanto a murgas, Los Serenquenquenes acaparan el mayor número de primeros premios con catorce (14), seguidos de Los Chancletas con ocho (8), y a bastante distancia Los Guanches Picapiedra con cuatro (4), dándose la curiosidad que esta última murga no está activa desde hace más de 20 años. 
Durante 12 ediciones seguidas (1991 a 2002), el concurso capitalino sólo tuvo dos ganadores: Los Serenquenquenes y Los Chancletas, en un duelo de estilos contrapuestos que duró más de una década. No en vano, estas dos murgas son las únicas que han logrado ganar el primer premio de manera consecutiva durante 4 años seguidos, Los Chancletas de 1993 a 1996, y Los Serenquenquenes de 2007 a 2010. Además, Los Chancletas lograron mantenerse entre los tres primeros premios durante 15 años consecutivos (1991 a 2005) algo que no se ha logrado hasta la fecha en ningún otro concurso de Murgas en Canarias.
Últimas 10 ediciones del concurso de murgas adultas con los premiados en Interpretación y Vestuario.
| Edición | Año  | 1.ºInterpretación      | 2.ºInterpretación      | 3.ºInterpretación      | 1.ºVestuario | 2.ºVestuario | 3.ºVestuario           |
| ------- | ---- | ---------------------- | ---------------------- | ---------------------- | ------------ | ------------ | ---------------------- |
| 33.º    | 2009 | Serenquenquenes        | Trapasones             | Chancletas             | Lega Náyades | Legañosos    | Lady's Chancletas      |
| 34.º    | 2010 | Serenquenquenes        | Trapasones             | Melindrosos            | Crazy Trotas | Chancletas   | Lady's Chancletas      |
| 35.º    | 2011 | Chancletas             | Chacho Tú              | Trapasones             | Despistadas  | Crazy Trotas | Melindrosos            |
| 36.º    | 2012 | Serenquenquenes        | Trapasones             | Chacho Tú              | Despistadas  | Crazy Trotas | Sospechosos            |
| 37.º    | 2013 | Serenquenquenes        | Trapasones             | Nietos de Sary Mánchez | Despistadas  | Crazy Trotas | Las Traviesas          |
| 38.º    | 2014 | Serenquenquenes        | Legañosos              | Chancletas             | Despistadas  | Legañosos    | Nietos de Sary Mánchez |
| 39.º    | 2015 | Nietos de Sary Mánchez | Legañosos              | Serenquenquenes        | Legañosos    | Melindrosos  | Despistadas            |
| 40.º    | 2016 | Legañosos              | Nietos de Sary Mánchez | Las Traviesas          | Crazy Trotas | Legañosos    | Despistadas            |
| 41.º    | 2017 | Nietos de Sary Mánchez | Serenquenquenes        | Twitty's               | Crazy Trotas | Despistadas  | Kikirinietas           |
| 42.º    | 2018 | Serenquenquenes        | Nietos de Sary Mánchez | Trapasones             | Despistadas  | Twitty's     | Nietos de Sary Mánchez |

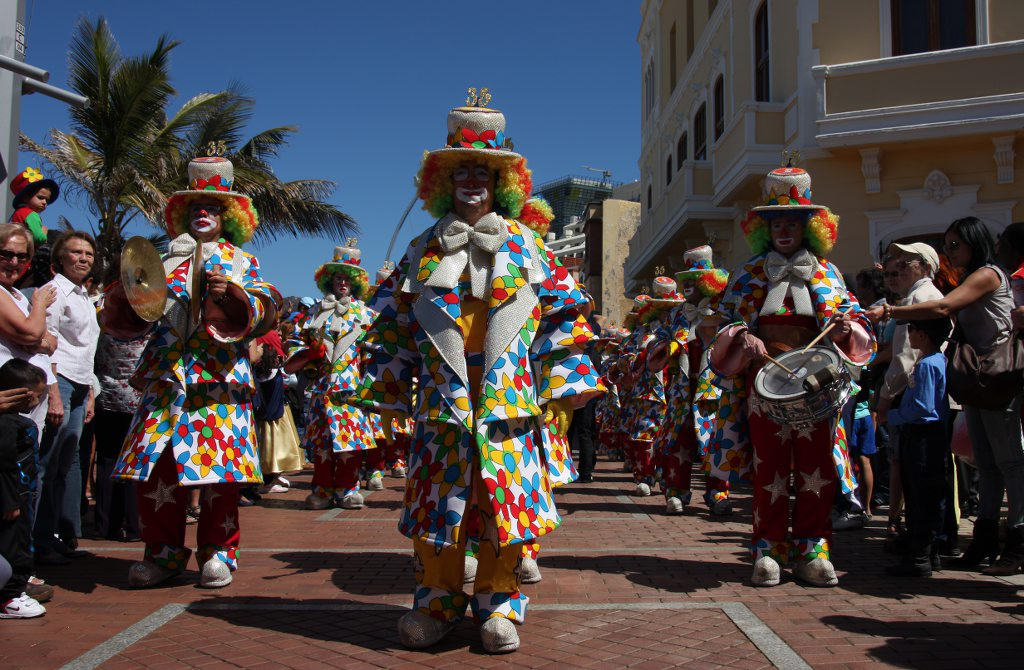
Murga Los Nietos de Kika en el Pasacalles del Sol durante el Carnaval 2011

Otros premios que han surgido con el tiempo son los de "Mejor Letra" que en 2007 deja de entregarse, el de "Mejor Letra Tomás Pérez" que se crea en 1997 a partir de la muerte de Tomás Pérez y que entrega el ayuntamiento del vecino municipio de Arucas a la murga con mejor letra. En 2003 se hizo entrega por primera y última vez el "Premio del Público" que recae en la murga Los Chancletas y en 2006 se comienza a hacer entrega del "Premio Criticón" otorgado por los medios de comunicación. También mencionar que en 2007 a Los Legañosos se les otorgó el "Premio Murgascanarias.es" como murga revelación del Carnaval.
Véase el listado de Premios Concurso de Murgas en Interpretación y Vestuario desde 1977 y los Premios "Mejor Letra", "Mejor Letra Tomás Pérez" y "Criticón" desde 1997.
Tomás Pérez:
Tomás Pérez González es considerado el "padre del estilo murguero en Gran Canaria" [cita requerida], además de ser fundador, letrista y director de la Afilarmónica Los Nietos De Kika. Con sus letras cargadas de ironía, crítica y pasodobles, consiguió multitud de premios, incluso un año antes de su muerte, en el que volvió a concurso tras unos años fuera de este y ganó para su grupo el 2.º premio de interpretación.
Podemos afirmar que gracias a Tomás, tenemos Murgas hoy en Las Palmas. Su legado fue excelente y no se difunde con el paso del tiempo. Temas históricos como "La Pepona", "Las Turistas", o el famoso "de Tenerife es Usted...", fueron compuestos y arreglados por Tomás.
El 29 de febrero de 1996, tras el carnaval fallece. A su entierro acudieron cientos de personas, muchas de ellas disfrazadas y en el cual se recordaron sus grandes canciones. Desde entonces se entrega el Premio "Mejor Letra Tomás Pérez" que se otorga a la Murga con la canción que más recuerde el estilo del autor, aunque en la actualidad ha cambiado su cometido, otorgándose a la murga con la mejor letra y que más se pueda asemejar a ese "único estilo" sembrado por "El Patrón".
Su familia, la Sociedad de Promoción del Carnaval, con Pepa Luzardo al frente y la colaboración de su hijo, Artemi Pérez, le otorgan un precioso homenaje celebrado en el Teatro Pérez Galdos, cual autoridad, totalmente merecido y en el que participó toda la familia carnavalera. Se donaron todos los fondos obtenidos en el mismo, a la ciudad de San Juan de Dios.
Tal fue su carisma que personajes del entorno cultural como Totoyo Millares, Mestisay, la Orquesta Filarmónica de Gran Canaria, Carlos Cano o Víctor Ullate han elogiado y en algunos casos, galardonado a Tomás en distintas ocasiones.
Hoy en día, además de las menciones destacadas, cuenta con un monumento conmemorativo que celebra anualmente en su ciudad, Arucas (aunque Tomás nació en Haría, Lanzarote) al que acuden grupos de Carnaval agradecidos a rendirle Homenaje y una plaza en la que se encuentra su busto. 
Consiguió dos primeros premios de interpretación en el concurso de Las Palmas de Gran Canaria en los años 1977 y 1980 y cuatro segundos premios, además de múltiples galardones en concursos de otros municipios e incluso fuera de Gran Canaria.

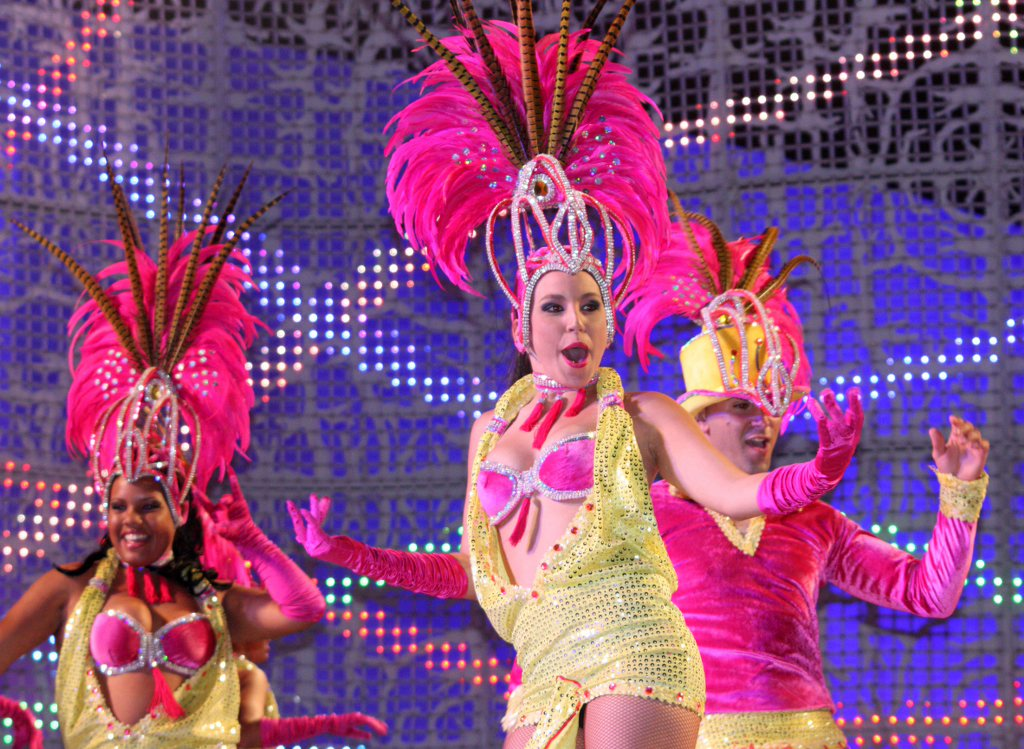
Comparsa Aragüimé, ganadora de 2011

### Comparsas
Es el concurso con más ritmo. Las comparsas que participan en este son una de las agrupaciones fundamentales del Carnaval, junto con las Murgas. Estas agrupaciones están compuestas por tres partes bien diferenciadas: "batucada" que es la que aporta la percusión y sonido, "la parranda" que aporta su letras y el "cuerpo de baile" que desarrolla las coreografías, Destaca el colorido de sus trajes de mayas, plumas y lentejuelas combinado con las múltiples coreografías al ritmo de la música. Un concurso de gran exigencia tanto a nivel de interpretación como de vestuario, existe una gran competencia. La comparsa pionera y oficial de la ciudad de Las Palmas de Gran Canaria es la comparsa los Caribe, fundada en 1977 en el barrio capitalino de La Isleta, cuna del carnaval de la ciudad. Asimismo, cabe destacar la creación en 1979 de la comparsa Los Maracaibos, que impuso y creó un nuevo estilo en las comparsas del Carnaval de Canarias, siendo así la comparsa más galardonada del carnaval de Las Palmas de Gran Canaria en todas sus ediciones. Entre las más galardonadas se encuentran Araguïmé, Metrópolis, entre otras.
Premiados del Concurso de Comparsas Adultas.

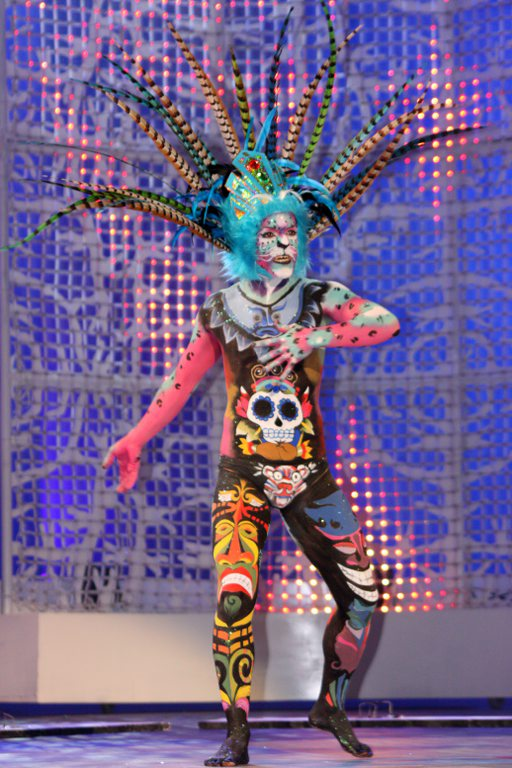
Ganador 2011

Al igual que en las Murgas se celebra también la modalidad de Comparsas Infantiles donde la cantera adquiere gran importancia. El concurso de comparsas infantiles es prueba de que participación carnavalera comienza desde muy pequeños. Los grupos que se presentan poniendo de manifiesto el ritmo, coreografía, vestuario, energía e ilusión con que los niños afrontan la prueba de su esfuerzo de un año.
Premiados del Concurso de Comparsas Infantiles.

### Maquillaje corporal
Este concurso de body painting o pintura corporal, aunque es uno de los más novatos, también forma parte del conjunto de actividades que forman el Programa del actual Carnaval. Se mezcla el arte del body painting, el uso singular de las pinturas sobre la piel y diversos accesorios, con una puesta en escena muy cuidada donde la coreografía y la música cobran un especial protagonismo. Las pinturas que adornan los cuerpos de los modelos imitan coloridos disfraces y exponen las creaciones de los maquilladores. Desde el año 2000 en que comenzara esta modalidad en el parque Santa Catalina los modelos y maquilladores nos han permitido contemplar multitud de fantasías en las distintas ediciones sin emplear para ello ningún tipo de costura.
Premiados en las 2 últimas ediciones del concurso de Maquillaje Corporal.
| Edición | Año  | Presentador/es | 1.er Premio / Fantasía         | Maquillador/es                                  | 2.º Premio / Fantasía              | Maquillador/es      | 3.er Premio / Fantasía          | Maquillador/es                                |
| ------- | ---- | -------------- | ------------------------------ | ----------------------------------------------- | ---------------------------------- | ------------------- | ------------------------------- | --------------------------------------------- |
| 13.º    | 2012 |                | José Carlos Campos / "¡¡Pop!!" | Davinia Sánchez, Josué Barranco y Eduardo Jerez | Lucía Julia García / "Sweet Death" | Omer Andreas Fiores | Mar Figueroa Fuentes / "Felina" | Ana Lidia Alonso, Vicky Ojeda y Lidia Fuentes |
| 14.º    | 2013 |                | / ""                           |                                                 | / ""                               |                     | / ""                            |                                               |

Véase todas las ediciones y Premiados del Concurso de Maquillaje Corporal

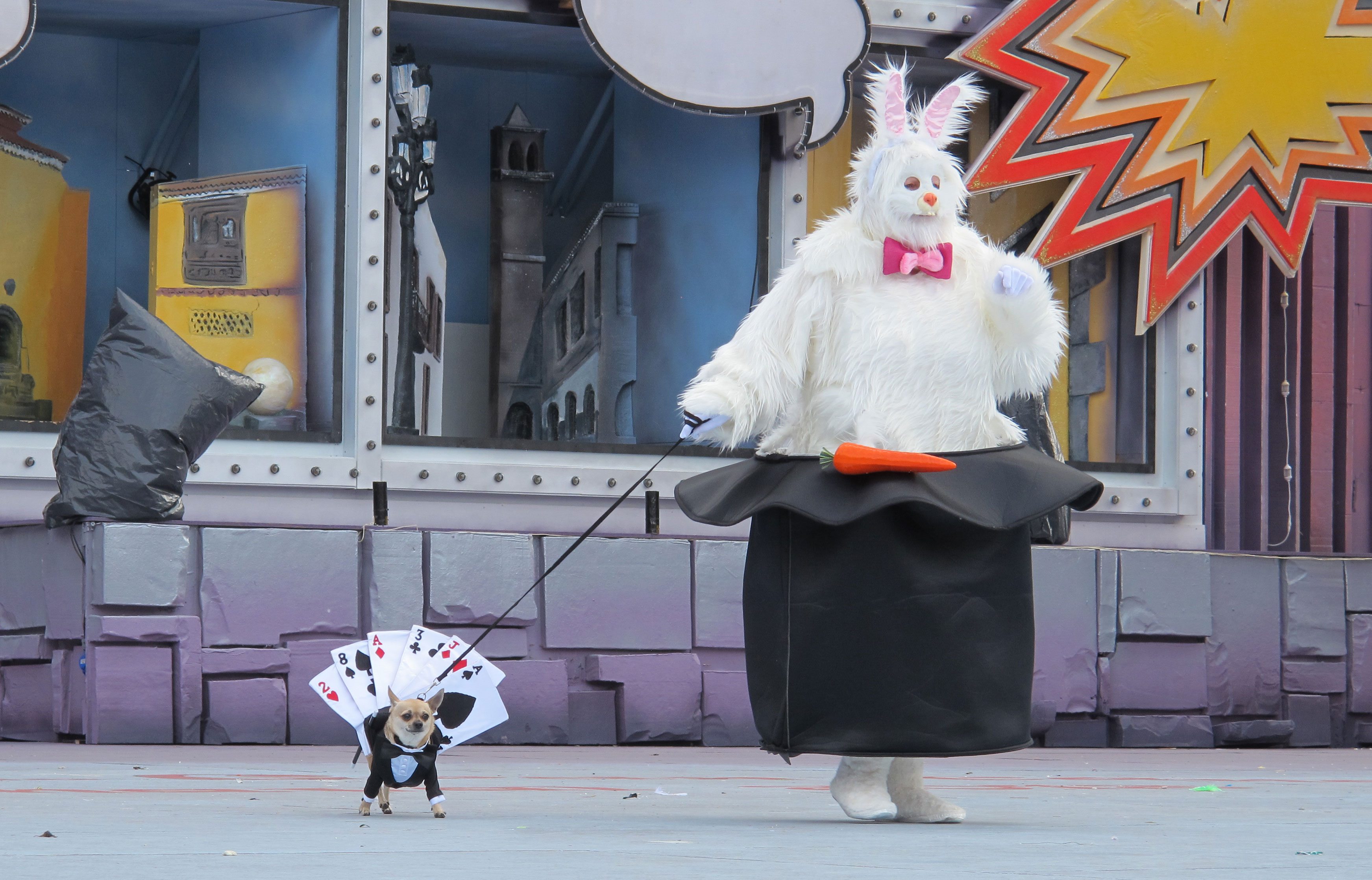
Bambi con la fantasía "Abracadabra... ñooo!!! ¡cacho conejo!" ganador del Carnaval Canino durante el concurso de 2012

### Otros concursos
- Carnaval Canino, (premiados):

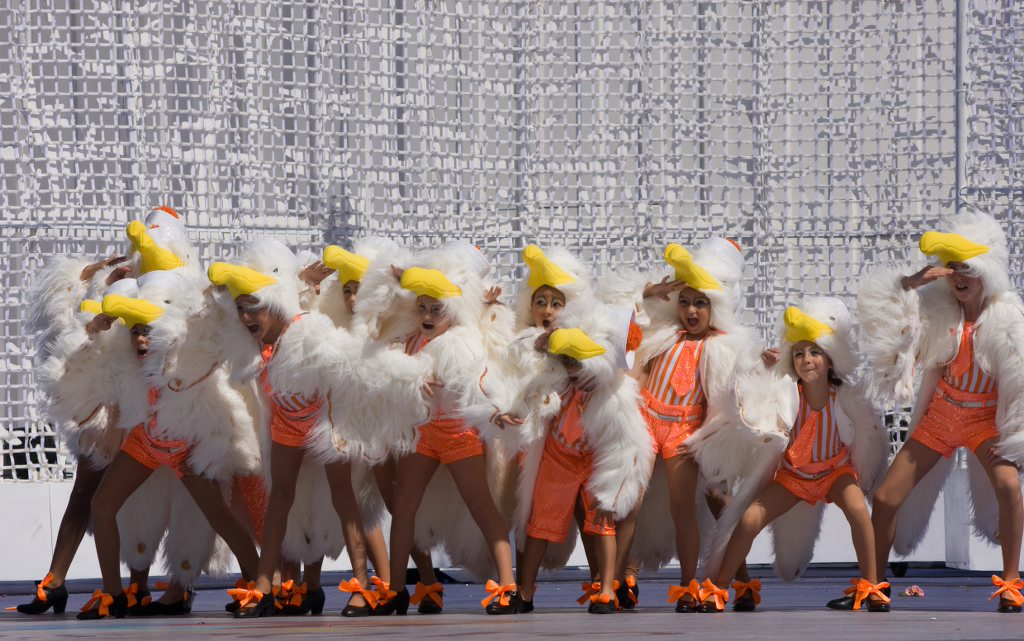
Concurso de Disfraces Infantiles de 2011 en la categoría de grupo

El Carnaval Canino es la novedad de 2010, uno de los actos que mayor popularidad ha alcanzado en las pasadas ediciones de las fiestas, un desfile de perros acompañados de sus dueños (ambos disfrazados), donde la imaginación unido al respeto a los animales y a su bienestar es el único límite.
En la edición de 2011 con tan solo dos años desde su inicio se ha hecho con un importante número de seguidores; 26 perros y sus acompañantes desfilaron por el escenario del parque de Santa Catalina ante más de 4.000 personas algunos de ellos junto a sus canes, registrando un lleno total para recibir a los participantes que pasearon a sus mascotas con llamativos diseños. Los trofeos otorgados son a la Originalidad de la fantasía, a la Actitud, y a la Simpatía, concedidos por el jurado en un concurso de carácter no competitivo.
- Disfraces Adultos, premiados.
  - Categorías individual, pareja y grupos.
- Disfraces Infantiles, premiados.
  - Categorías individual, pareja y grupos.
- Concurso de Fotografía del Carnaval (1.ª edición en 2005)[36]
- Escaparates, Fachadas y Decoración Interior.

## Cabalgatas y Pasacalles

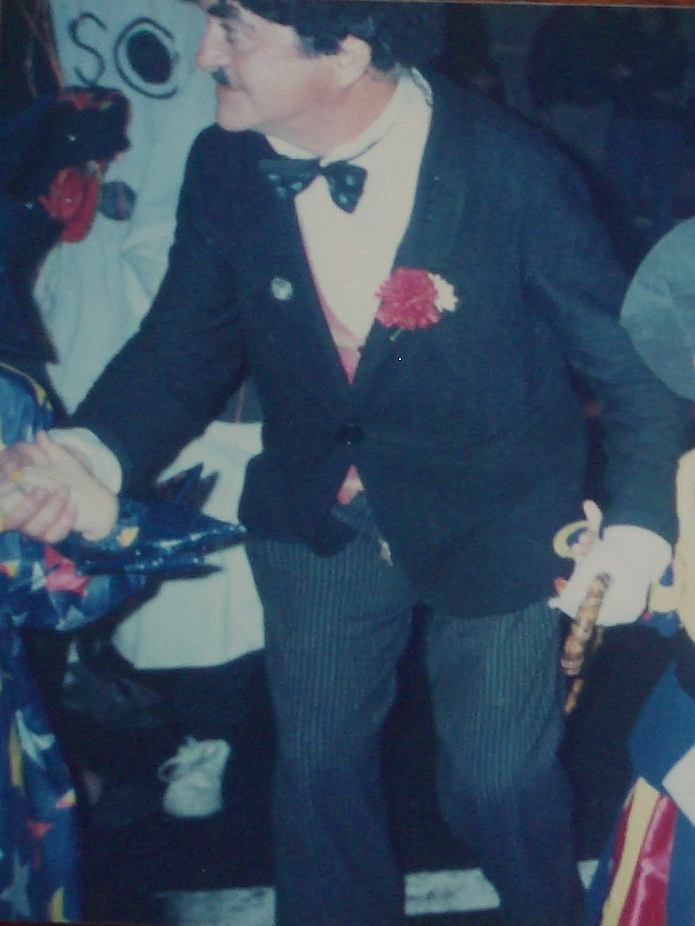
"El Charlot de Las Palmas" (Santiago García) durante la Gran Cabalgata de 1992

### Gran Cabalgata
La Gran Cabalgata del Carnaval se realiza el sábado siguiente a la celebración de las dos mayores galas, la de elección de la Reina y Drag Queen, transformando el paisaje de las calles de la ciudad por donde discurre durante horas. Es uno de los actos más participativos y multitudinarios de las fiestas, con una afluencia masiva de unas 200.000 personas, en el que encontramos presidiéndolo a las Reinas del Carnaval, acompañadas de las murgas y comparsas. Junto a todos esto circulan las cerca de cien carrozas y una veintena de coches engalanados. La espontaneidad y la diversión afloran en este desfile junto con la música a lo largo de siete kilómetros que recorre de un extremo a otro de la ciudad, desde el Castillo de la Luz hasta el parque San Telmo-Teatro Pérez Galdós. 
En 2013 se decidió realizar el recorrido en sentido contrario para que su fin de recorrido coincidiese con el parque Santa Catalina, centro neurálgico del Carnaval, donde posteriormente se realiza una de las fiestas conocidas como mogollón.

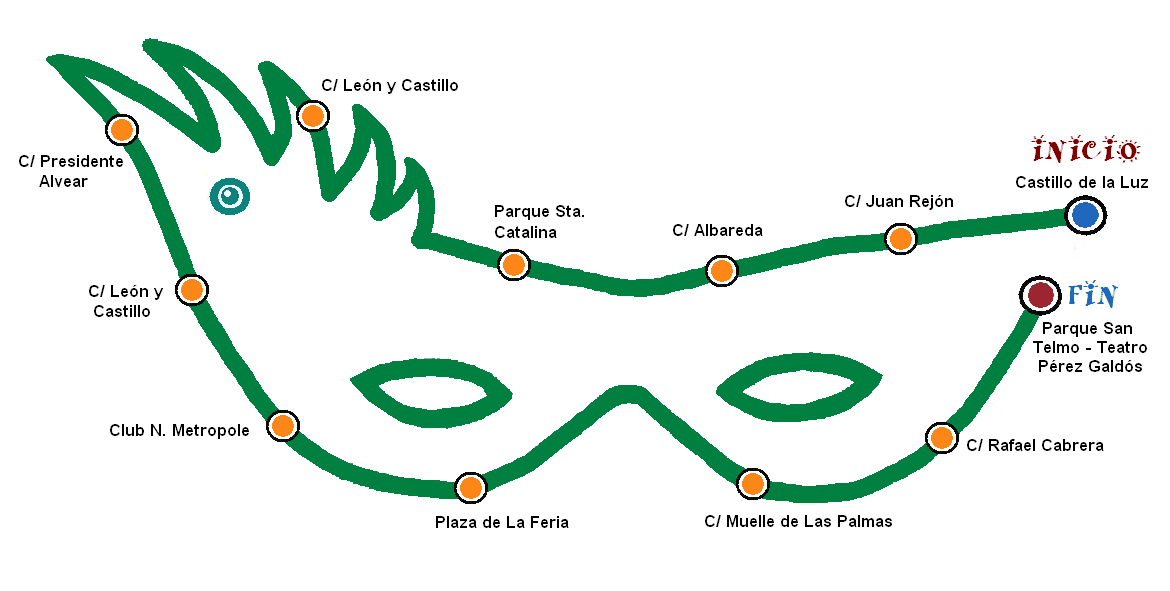
Itinerario que sigue la Gran Cabalgata

Durante el recorrido un jurado valora tanto el diseño como el número de seguidores, para así hacer entrega del Premio Juan Francisco Ortega a la mejor Carroza y el Premio Santiago García Díaz, Charlot, al mejor Coche Engalanado. Ambos premios fueron renombrados en 2002 con el nombre de dos personajes del mundo carnavalero, fallecidos en el año anterior, su entrega por primera vez con estos nombres se produjo en el mismo año de creación.
Premiados de la Gran Cabalgata
Cabalgata Infantil
Otra cabalgata se celebra el día anterior, conocida como Cabalgata Infantil, donde los más pequeños también cuentan con su desfile, presidido esta vez por la Reina Infantil y acompañada de las comparsas y murgas infantiles, convirtiéndose los niños en los auténticos protagonistas.

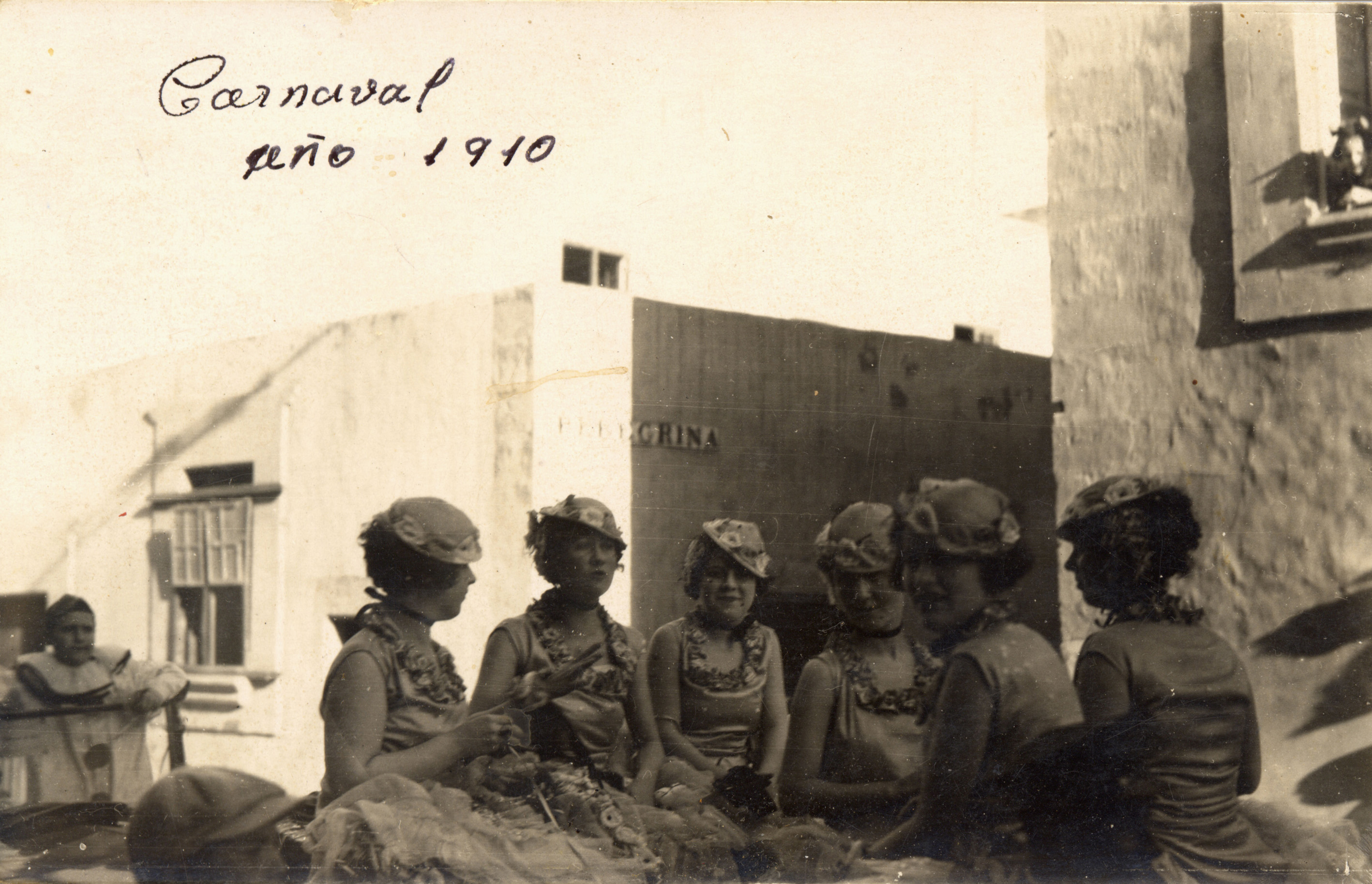
Desfile de Carnaval de 1910 junto a la Calle Peregrina en el barrio de Triana.
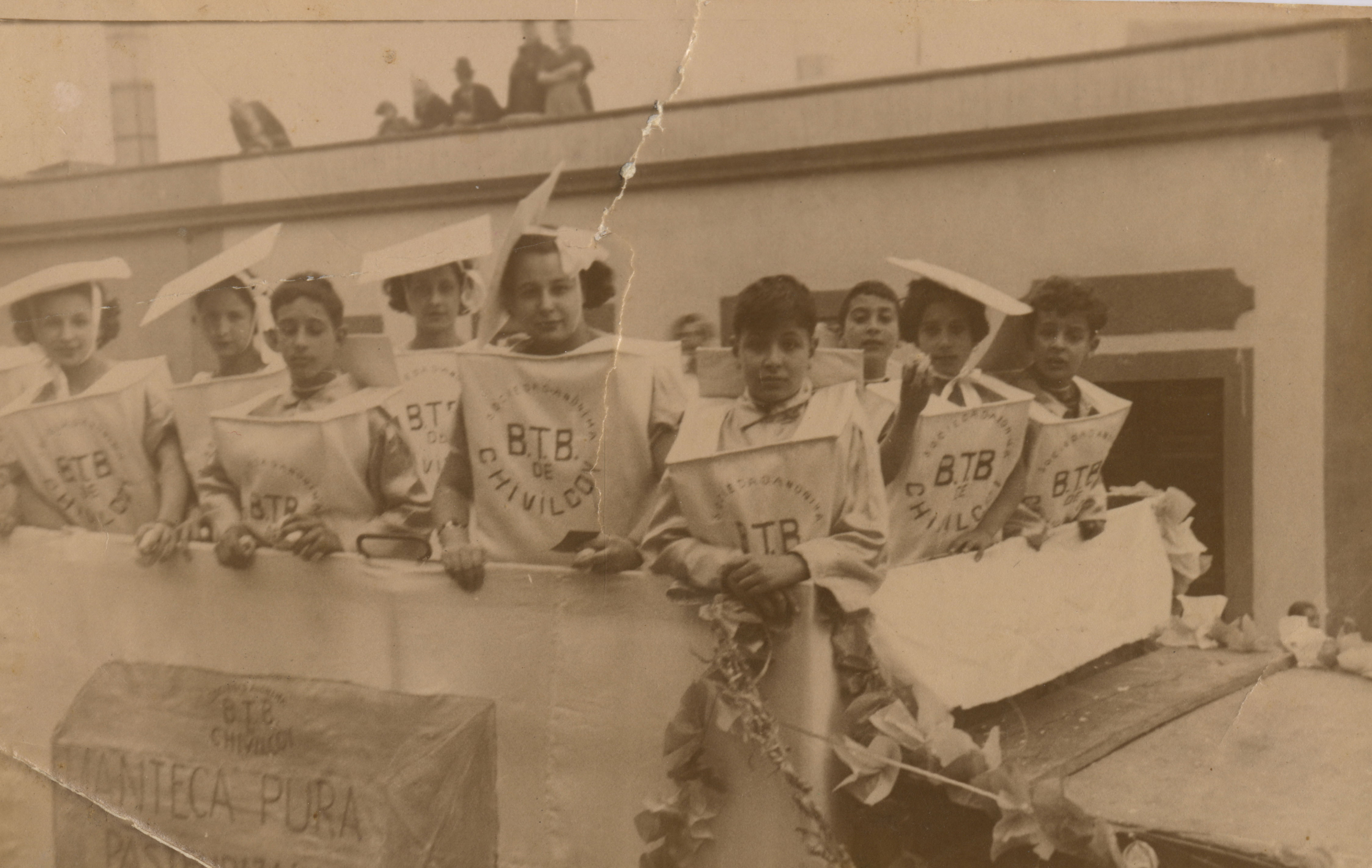
Carroza de la Manteca Chivilcoy en la Cabalgata de 1922 en el barrio de Triana.
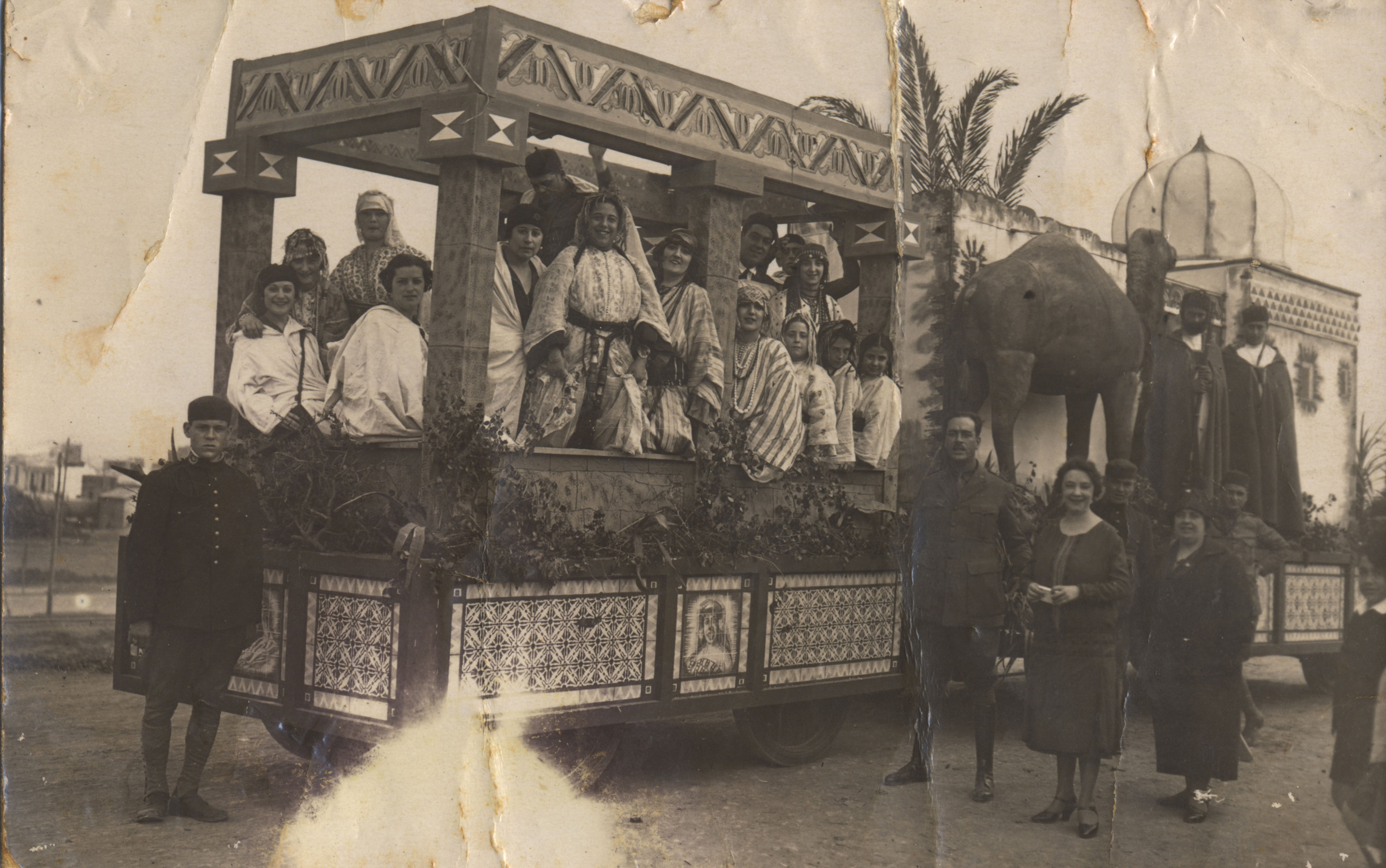
Carroza Mora en el Carnaval de 1928.
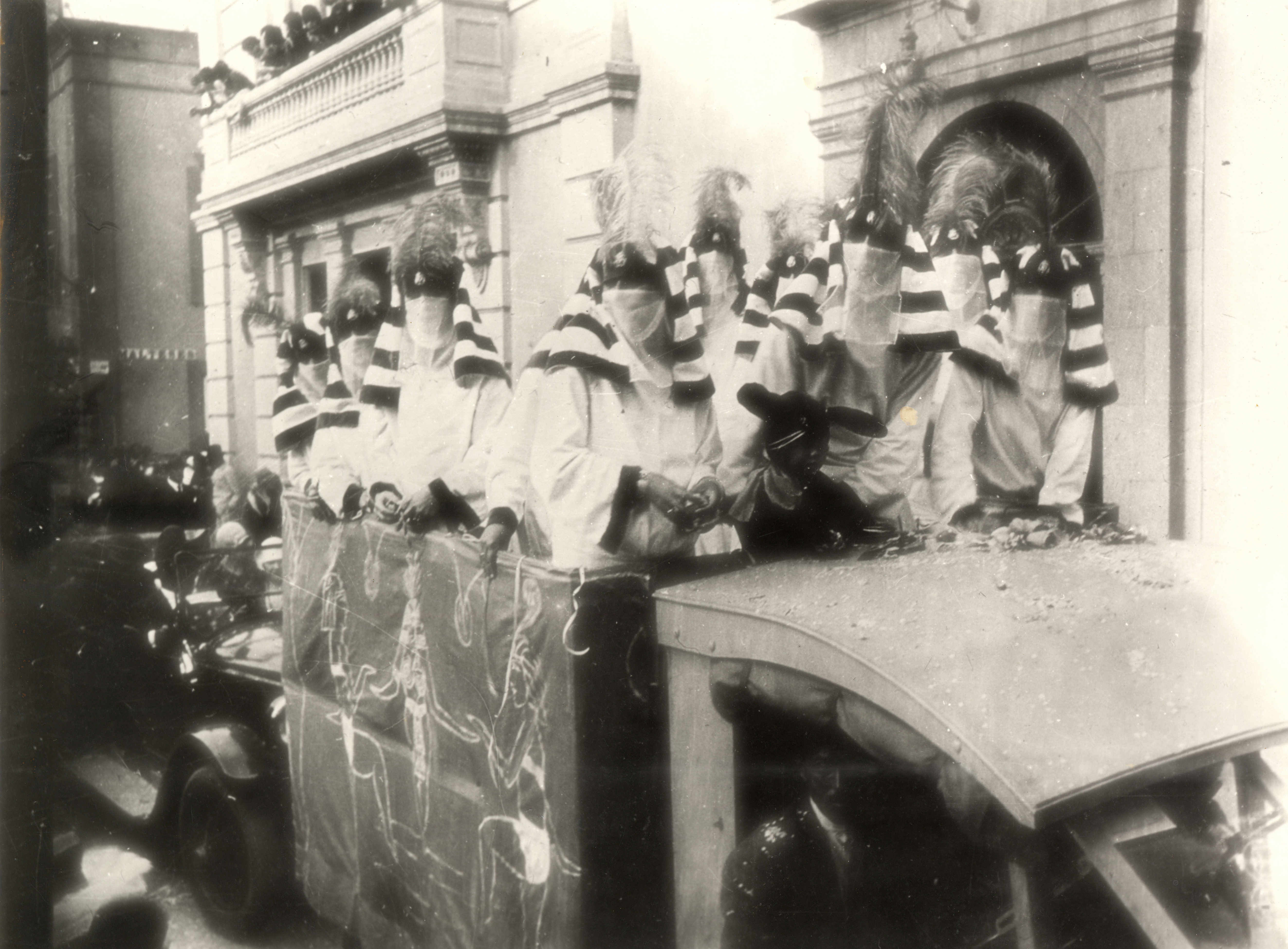
Carroza con mascaritas en el desfile de 1928, en la actual calle General Bravo con la calle Malteses, junto al Gabinete Literario.
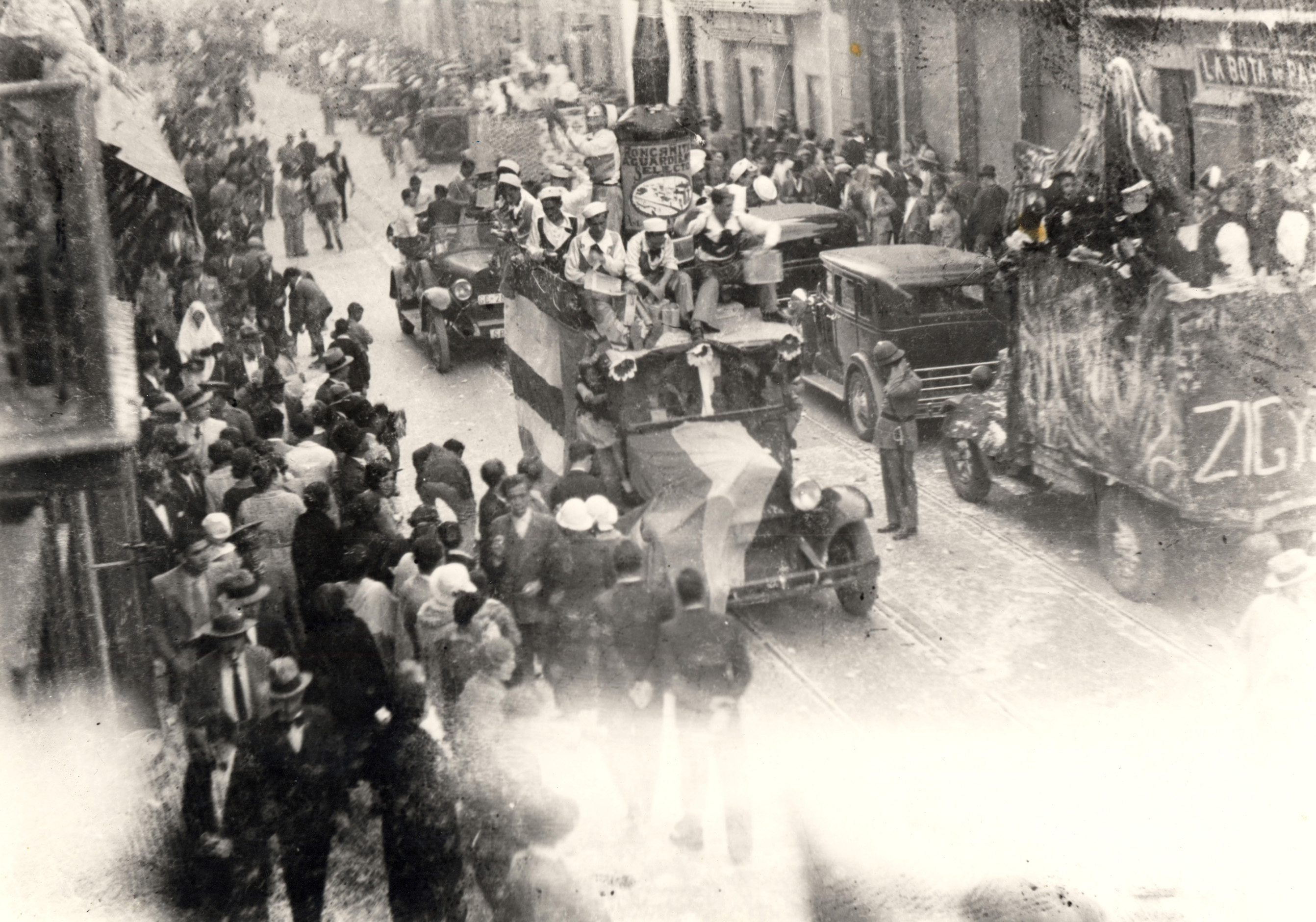
Cabalgata del Carnaval de 1933.

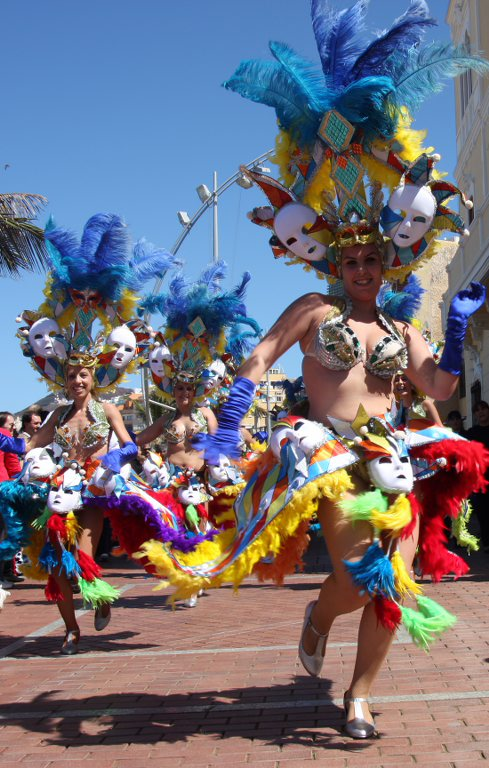
Comparsa en el pasacalles Carnaval al Sol en el paseo de Las Canteras, 2011

### Pasacalles
- Carnaval al Sol:

Uno de los desfiles que definen perfectamente la relación entre el carnaval y el mar y por extensión con el turismo de la zona es el desfile del Carnaval al Sol. Mientras unos se bañan y toman el sol, los grupos de carnaval ponen el ritmo y el color a lo largo de gran parte del paseo de Las Canteras, haciendo que nadie sea ajeno a la fiesta. Un encuentro de máscaras, luz y color, con la playa de las Canteras como telón de fondo.
Los grupos del carnaval, comparsas, murgas y afilarmónicas, forman un pasacalle que sale de la playa de Las Canteras sigue por Sargento Llagas, Tomás Miller, Ripoche hasta llegar al parque de Santa Catalina, donde los recibe el público asistente.

### Carnaval Tradicional (Indianos Palmeros)
El Carnaval de los Indianos Palmeros llamado actualmente Carnaval Tradicional para respetar el original. Es un pasacalles que se celebra en el barrio de Triana, reviviendo una tradición (que se festeja desde principios del siglo XX el lunes de carnaval en Santa Cruz de La Palma, conocido en esta popularmente como Los Indianos), en la que se trata de revivir la llegada de los emigrantes canarios, que después de hacer fortuna en América regresaban a las islas haciendo ostentación de riqueza y mejora social en el siglo XVIII.
Su recorrido transcurre desde el parque San Telmo hasta la plaza de Cairasco atravesando toda la calle Triana. En este particular Desembarco de los Indianos se trata de recrear el encanto colonial de aquellos personajes en un marco casi perfecto, el parque de San Telmo, la calle Triana y la plaza de Cairasco. En 2012 y 2013 el lugar designado para su celebración ha sido en la zona del Guiniguada (junto al Teatro Guiniguada), entre los barrios de Triana y Vegueta.
Los palmeros que residen en Las Palmas de Gran Canaria son pioneros en la celebración de estas fiestas y se han encargado de dar su toque original y peculiar al revivir esta tradición del siglo XVIII.
El ambiente de época lo aportará las vestimentas blancas de los indianos y el rastro blanco que dejará el desfile con polvo de talco. Mujeres con vestidos blancos o de lino, con encajes, pamelas de época, guantes, sus paraguas punteros y como no cargadas de preciosas joyas. Los caballeros con elegantísimo porte con sus pantalones y chaquetas blancas adornados por señoriales sombreros y pañuelos, acompañados de un bastón peculiar de la época, un reloj de bolsillo y, en ocasiones, el tradicional vínculo. Incluso personajes como el de la mamá Inés de color, con unos kilos de más y un pañuelo ancho anudado en la frente marcaron uno de los símbolos de esta época colonial.
También hay que mencionar las críticas que ha recibido el "Pasacalles de los Indianos" del Carnaval de Las Palmas de Gran Canaria de la Administración Local de Santa Cruz de La Palma, el cual aprobó una declaración institucional pidiendo a la Casa de Palmeros en Las Palmas de Gran Canaria y a la corporación municipal de esa ciudad que no lo programe de manera oficial, no incluyendo esta celebración en el programa del carnaval, debido a que la celebración recrea una fiesta del municipio palmero.

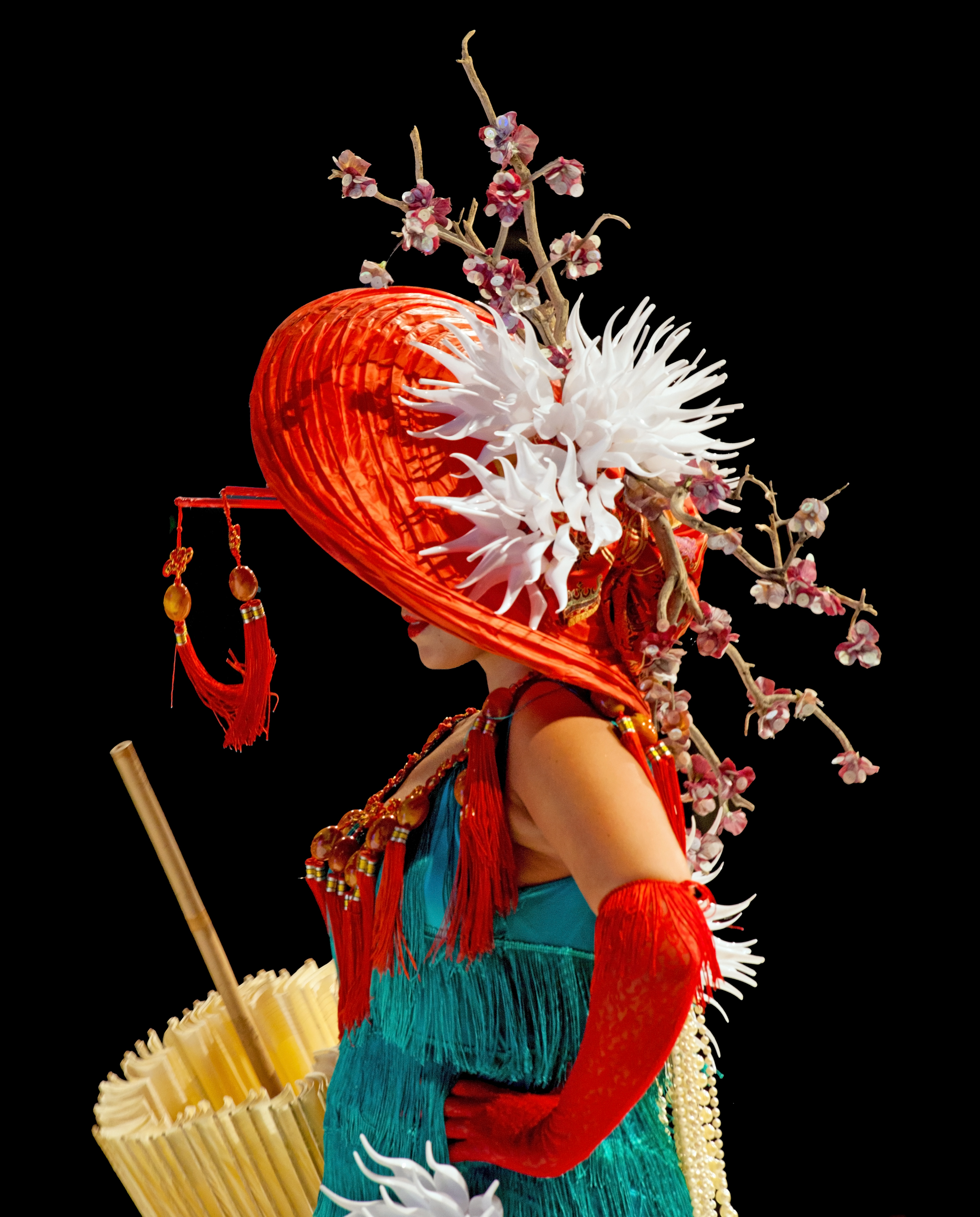
Carnaval Fashion Week Show 2015

### Carnaval Fashion Week
La pasarela Carnaval Fashion Week, formada por ADIC (Asociación de Diseñadores del Carnaval) que se realiza en el edificio Miller y cuya primera edición fue en 2010. Es una iniciativa para dar ideas a la hora de realizar los disfraces, pero también y principalmente para conseguir vender las colecciones que se presentan a los grupos de Carnaval (murgas, comparsas, participantes individuales o a particulares).
Se celebra durante los meses de septiembre y octubre anteriores al carnaval de cuya alegoría se inspiran los diseñadores. La iniciativa trata de potenciar el Carnaval y de promocionar a los diseñadores ya que tras sus diseños hay una gran industria que mueve mucho dinero y puestos de trabajo, cuya elavoración se extiende a lo largo de casi todo el año.

### Cabaldrag
La cabaldrag es una cabalgata drag que se realizó por primera vez en 2017, creada originalmente para festejar el 20.º aniversario de las galas Drag Queen. Tiene lugar en la popular calle de Mesa y López en la que desfilan en una alfombra roja los Drag Queen ganadores de anteriores ediciones, y los participantes en la edición a festejar, también participan varias figuras como el alcalde de Las Palmas de Gran Canaria junto a la concejala Inmaculada Medina, y los presentadores de la gala.
Esta celebración se retransmite en Televisión Canaria para toda Canarias y el mundo.

Se desconoce hasta el momento si este evento se prolongarán en los próximos años, aunque la popularidad recibida en la edición de 2017 indican señales de que se repita en futuras ocasiones. 

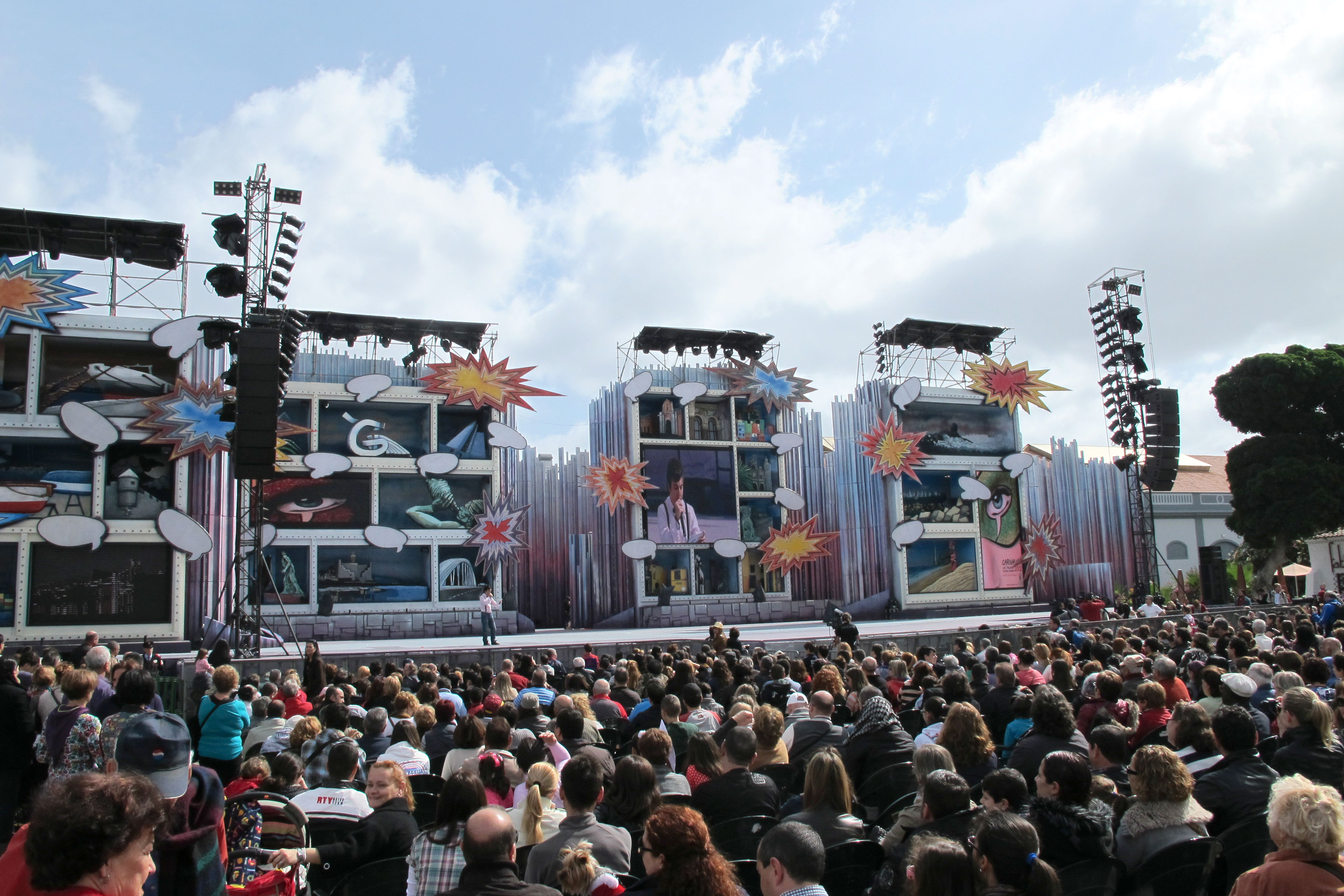
Carnaval de Día en el parque de Santa Catalina, 2012

## Carnaval de Día
- En el barrio de Vegueta: desde 2012 se crea una tradición por el que un día la fiesta se celebra durante el día, ocupando las calles y plazas del centro histórico de la ciudad, entre las 12:00 y las 20:00 horas. Principalmente todo transcurre entre las calles Obispo Codina, Calvo Sotelo, Pelota y Mendizábal y la plaza Mesa de León que se llenan de mascaritas. Esta fiesta es celebrada por el Ayuntamiento en colaboración con la Asociación Vegueta de Ocio y Restauración (AVOR).[52]

- En el parque de Santa Catalina: el Carnaval revive su día grande, el Martes de Carnaval, con una gran fiesta de día en el entorno del parque Santa Catalina con distintos conciertos, pasacalles y grupos de disfraces y batucadas, que animan al público junto al escenario central de la fiesta.[53]

El Carnaval de Día de Las Palmas de Gran Canaria ha causado polémicas desde su incorporación al carnaval grancanario debido a que el "Carnaval de día" es un acto originalmente del Carnaval de Santa Cruz de Tenerife, creado varios años antes.

## "Mogollones" y Noches Temáticas

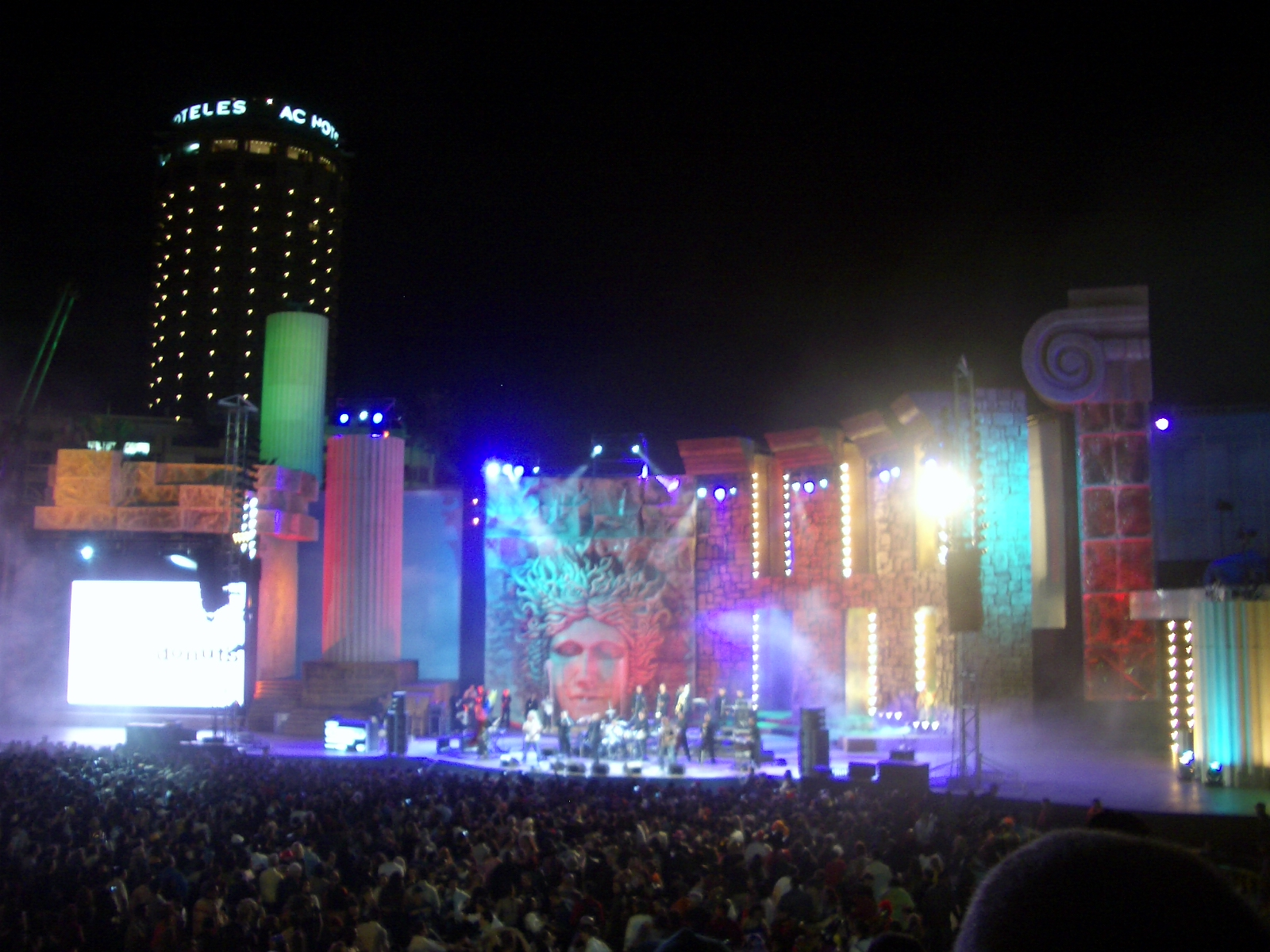
Una de las noches temáticas del Carnaval 2008: Noche de la Salsa con Óscar de León

Durante varias de las noches que dura el Carnaval (alrededor de 5 noches), se celebran multitud de celebraciones, algunas de ellas llamadas "Mogollones" o "Noches del Carnaval" en la que la música ya proveniente de conciertos o no se mezcla con el público disfrazado junto con los chiringuítos de estudiantes, chiringays, bochinches de empresarios o terrazas que se mezclan entre la multitud de carnavaleros. Otras de las celebraciones son más concretas a la hora de designarles un nombre, éstas son las Noches Temáticas, como el Carnaval-On o la Noche de la Salsa, en la que como su propio nombre indica diversos grupos de salsa animan la noche.
Existe polémica con respecto a los lugares de celebración de dichos festejos debido a denuncia vecinales, en la que un auto del Tribunal Superior de Justicia de Canarias ordena al ayuntamiento que tome las medidas oportunas para "dar estricto cumplimiento a la sentencia del 22 de julio de 2002, de manera que no se vea comprometido el derecho al descanso de los residentes del parque Santa Catalina".

## Entierro de La Sardina
Como en muchas otras fiestas de España el Carnaval se finaliza con la quema de un símbolo como son el haragán, el Judas o el Entierro de la Sardina, este último es el que se realiza en el Carnaval de Las Palmas de Gran Canaria.

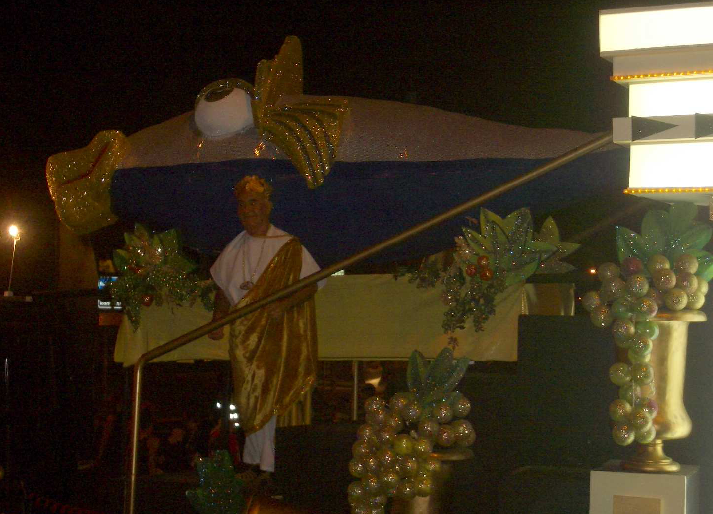
Desfile de la sardina con destino la playa de las Canteras para su quema, en el Carnaval de 2008

El día en que se celebra el Entierro de la Sardina en los carnavales es el Miércoles de ceniza (día en que comienza la Cuaresma), aunque en los años más reciente en el Carnaval de Las Palmas de Gran Canaria se lleva realizando el último sábado de las fiestas (día en que finalizan y sábado siguiente al Martes de Carnaval que es el día anterior al Miércoles de ceniza). Tras la quema de la Sardina comienza al igual el último Mogollón del Carnaval. 
El Entierro de la Sardina es la expresión simbólica de lo ocurrido, del pasado, que se va a ser enterrado. Con este símbolo se intenta representar el vicio, el desenfreno y los sentimientos de liberación que surgen en la fiesta. Con lo que se pasa por la hoguera para arreglarlo todo y volver al orden, destruirlo, eliminarlo, echarle tierra y así pueda renacer con una mayor fuerza, de esta manera surgirá una sociedad nueva ya transformada. 
Así se toma el fuego como símbolo de liberación y regeneración. Su finalidad es la de intentar simbólicamente invitar al pueblo a una reflexión colectiva, en definitiva es una llamada al orden.

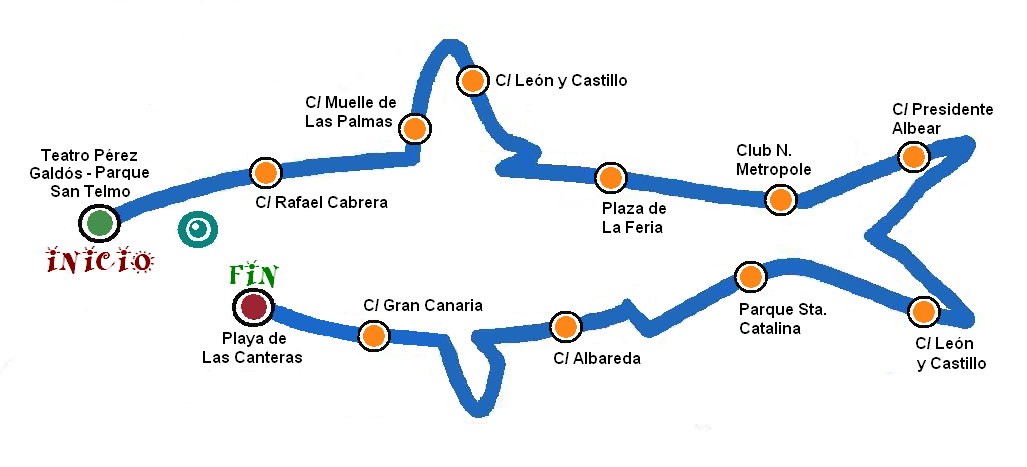
Itinerario que sigue la comitiva fúnebre de la Sardina para su "entierro"

El siguiente itinerario es el que sigue en Las Palmas de Gran Canaria la comitiva fúnebre carnavalera para el entierro de la Sardina en su último recorrido que despedirá las fiestas. Nace en la Av/ Rafael Cabrera, entre el Teatro Pérez Galdós y el parque San Telmo. Recorrerá la ciudad por las calles Bravo Murillo, León y Castillo, pasando por la plaza de La Feria y el Club Natación Metropole (donde en una representación simbólica Don Carnal continúa su recorrido dejando atrás a Doña Cuaresma), hasta incorporarse a la C/ Presidente Alvear y pasar por el parque Santa Catalina, donde se encuentra el escenario principal del carnaval. Continua por la C/ Albareda, vuelve a incorporarse a León y Castillo y girando en dirección playa de Las Canteras atravesará la última calle, C/ Gran Canaria. Ya en la playa de Las Canteras y siguiendo el paseo de ésta finaliza el recorrido en su extremo norte, en la plaza de La Puntilla. 

Finalmente la Sardina es colocada en su barcaza e incinerada mar adentro en medio de un espectáculo de fuegos artificiales. La comitiva estará formada por los primeros premios de disfraces adultos, murgas y carrozas, además de la Reina, la Reina Infantil, la Gran Dama y el Drag Queen, toda flanqueada por un numeroso grupo de personas disfrazadas de viuda.

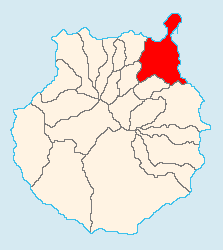
Municipio de Las Palmas de Gran Canaria en la isla de Gran Canaria

## Personalidades y personajes del carnaval
Algunas de las personalidades que han recibido reconocimientos son Juanito el pionero, Manolo García Sánchez (Presidente fundador del Carnaval de Las Palmas de Gran Canaria), Tomás Pérez González (fundador, letrista y director de la Afilarmónica Los Nietos De Kika), El Charlot de Las Palmas (Santiago García),Sindo Saavedra (compositor del himno del carnaval) y Miguel Alcántara (más conocido como la abuela del carnaval), entre otros, por su trayectoria carnavalesca durante las últimas décadas.
- En 2010 se crea un nuevo galardón del Carnaval, el trofeo Manolo García en reconocimiento de quien fue pregonero mayor del Carnaval de Las Palmas de Canaria y uno de los artífices de la recuperación de este tras los años de la dictadura que se entrega a las murgas ganadoras.[58]

## Polémicas
- El Carnaval de Las Palmas de Gran Canaria ha estado envuelto en ocasiones en polémicas con otros carnavales canarios. Entre ellas destaca la polémica surgida por la incorporación al Carnaval de Las Palmas del acto de "Los Indianos" que pertenece al Carnaval de Santa Cruz de La Palma[59][60] o la creación entre los actos del Carnaval de Las Palmas del "Carnaval de día" que originalmente fue creado unos años antes para el Carnaval de Santa Cruz de Tenerife, así como el utilizar el mismo modelo de retransmisión de Tenerife.[54]

- Por otro lado en el año 2017, el Carnaval de Las Palmas de Gran Canaria fue protagonista de otra gran polémica de repercusión nacional. Esta se debió a la actuación de la Drag Queen Sethlas, disfrazado de Virgen María y con una escena que presentaba la Crucifixión de Cristo y que resultó ganador del certamen. La actuación fue considerada un acto que «falta el respeto a los cristianos»[61] y «mofa a lo sagrado».[61] La Asociación de Abogados Cristianos denunció una «actuación vejatoria» y «un nuevo ataque de odio a los sentimientos religiosos».[62] Las críticas llegaron de diferentes ámbitos, entre ellos del político, el presidente del Cabildo de Tenerife Carlos Alonso tildó la actuación de «ofensa», agregando: «En la Gala Drag Queen de Las Palmas de Gran Canaria, en el momento estelar no hubo Carnaval ni libertad, solo ofensa».[63] Por su parte en el ámbito religioso, monseñor Francisco Cases Andreu obispo de la diócesis Canariense (provincia de Las Palmas) lamentó más la actuación de la Drag Queen que el accidente de Spanair de 2008, por lo cual tuvo que pedir perdón a los familiares de las víctimas.[64] También el presidente de la Federación Islámica de Canarias se manifestó en contra del espectáculo, al que consideró «blasfemo».[65]